# Собор Святого Петра
Собо́р Свято́го Петра́ (лат. Cathedralis Sancti Petri) — католицький собор; найбільша споруда Ватикану та найбільша християнська церква у світі[а]. Входить у десятку найвищих церков світу, одна із чотирьох патріарших базилік Рима та обрядовий центр католицької церкви. Баня базиліки — один із символів Рима. Будівництво тривало 120 років — перший камінь заклали 18 квітня 1506 року за Юлія II, а посвячення 1626 року здійснив папа Урбан VIII. Таким чином, спорудження, розпочате Юлієм II, тривало за правління ще дев'ятнадцяти пап римських[б]. Архітекторами храму були такі італійські митці як Донато Браманте, Рафаель Санті, Бальдассаре Перуцці, Антоніо да Сангалло, Мікеланджело Буонарроті, Джакомо да Віньола, Джакомо делла Порта, Карло Мадерно, Лоренцо Берніні та інші. Також — Базилі́ка Свято́го Петра́ (лат. Basilica Sancti Petri; італ. Basilica di San Pietro), або Ватика́нська бази́ліка (лат. Basilica Vaticana).

## Історія

### Старий собор

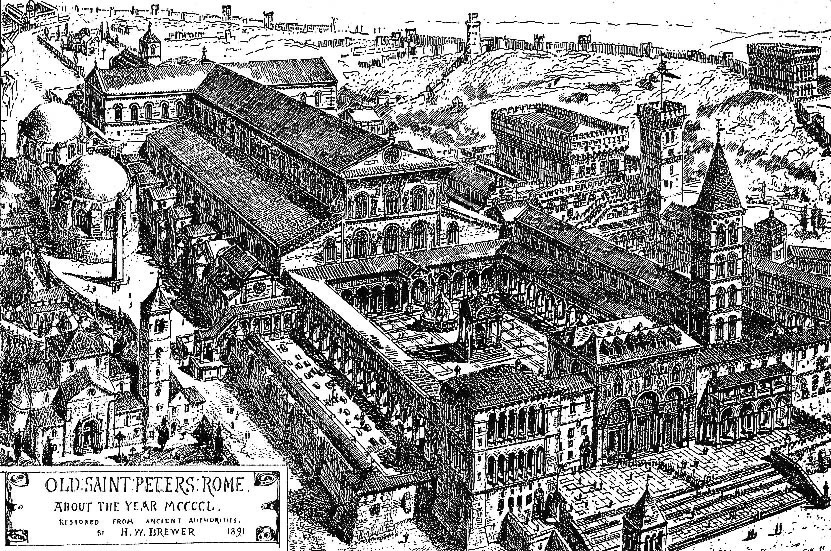
Г. В. Брюер. Старий собор Святого Петра (реконструкція вигляду 1450 року)
(1891)

Першу базиліку було споруджено за правління імператора Костянтина Великого на місці садів цирку Нерона[в], де розп'яли та поховали апостола Петра.
Будівництво храму тривало з 324 р. по 349 р. Невдовзі тут почали проходити папські коронації, які до того відбувалися у Латеранській базиліці. Саме у цьому соборі, 25 грудня 800 року, папа Лев III коронував Карла Великого на імператора Священної Римської імперії.

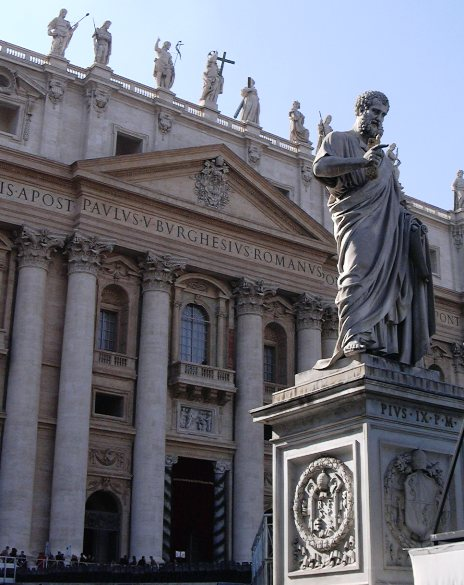
Пам'ятник Св. Петру і великий план фасаду Собору

846 року базиліка була пошкоджена сарацинами, але папа Лев IV відновив зруйновані частини будівлі й спорудив Леонінські (левові) стіни (італ. Mura leonine) для захисту міста від нападів.
В 1309 - 1377 роках папські коронації відбувалися в Авіньйоні, але з 1378 року вони знову проходили у соборі Святого Петра. Уже 1452 р., при папі Миколі V, почалася перебудова храму, який на той час перебував в аварійному стані. За цю реконструкцію відповідали архітектори Леон-Баттіста Альберті та Бернардо Роселліно. Відомо, що останнім було створено проєкт нової будівлі (або проєкт радикального перепланування старої), який так і не було втілено.

### План нового собору

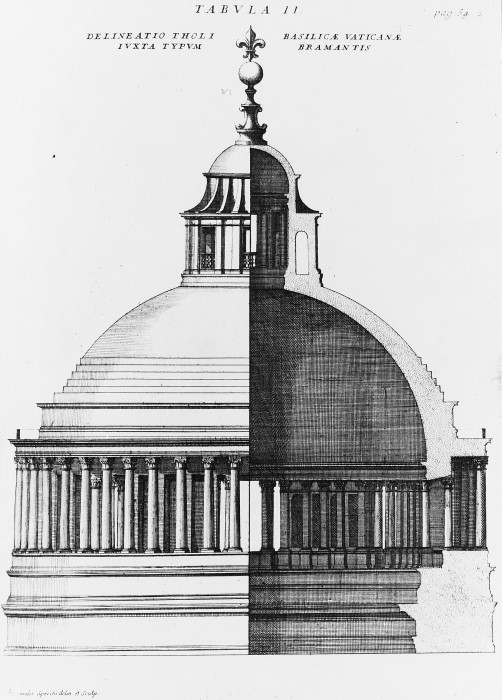
Купол собору (за Браманте)

Спершу папа Юлій II теж планував зберегти старий собор, однак, зрештою вирішив його знести і звести на його місці новий. Тільки вівтар, під яким розташована могила святого Петра, мав залишитися. У цьому ж новому соборі мала бути розташована його власна гробниця[г].
Відомо, що існувало декілька проєктів собору (вцілілі креслення зберігаються у галереї Уффіці). Зокрема, проєкт Джуліяно да Сангало, який працював на Юлія II задовго до коронації останнього папською тіарою. 1505 року Донато Браманте підготував план собору, який було затверджено папою. Це мала бути центрична споруда у формі грецького хреста із рівними сторонами, а не традиційно базилікальна, витягнена будівля. За висловом М. Лібмана:

| (…) у центричній споруді людина перебуває у її осередді, і на неї орієнтується архітектура. У цьому проявляється ренесансний погляд на людину та її роль у світобудові[8] Оригінальний текст (рос.) (…) в центрическом сооружении человек находится в его средоточии и на него ориентируется архитектура. В этом проявляется ренессансный взгяд на человека и его роль в мироздании |
Браманте став папським архітектором, і перший камінь нового собору Святого Петра було урочисто закладено 18 квітня 1506 року.

### Спорудження собору

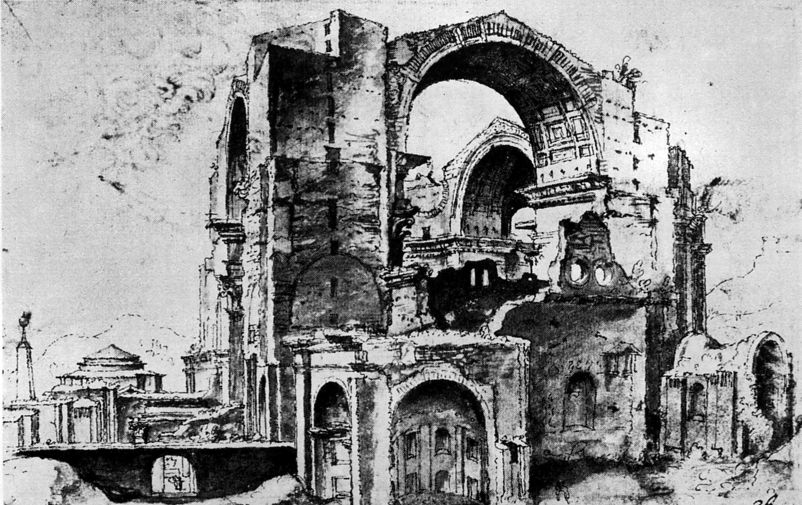
Мартен ван Гемскерк. Спорудження собору Св. Петра
(1532 —1537)

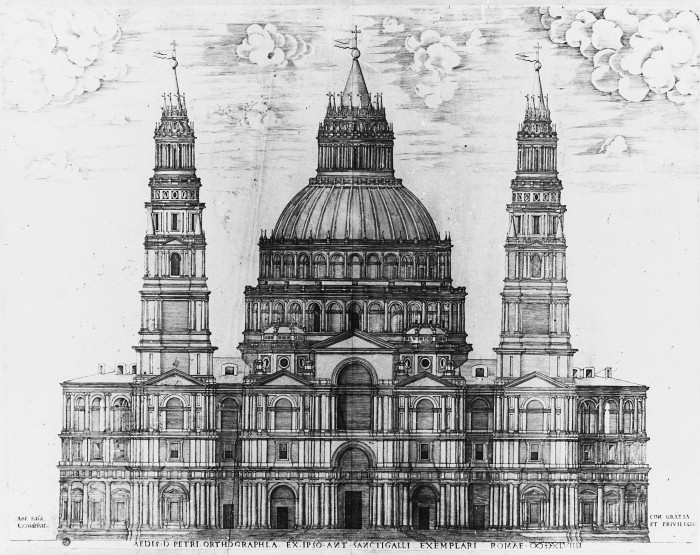
Проєкт Антоніо да Сангалло

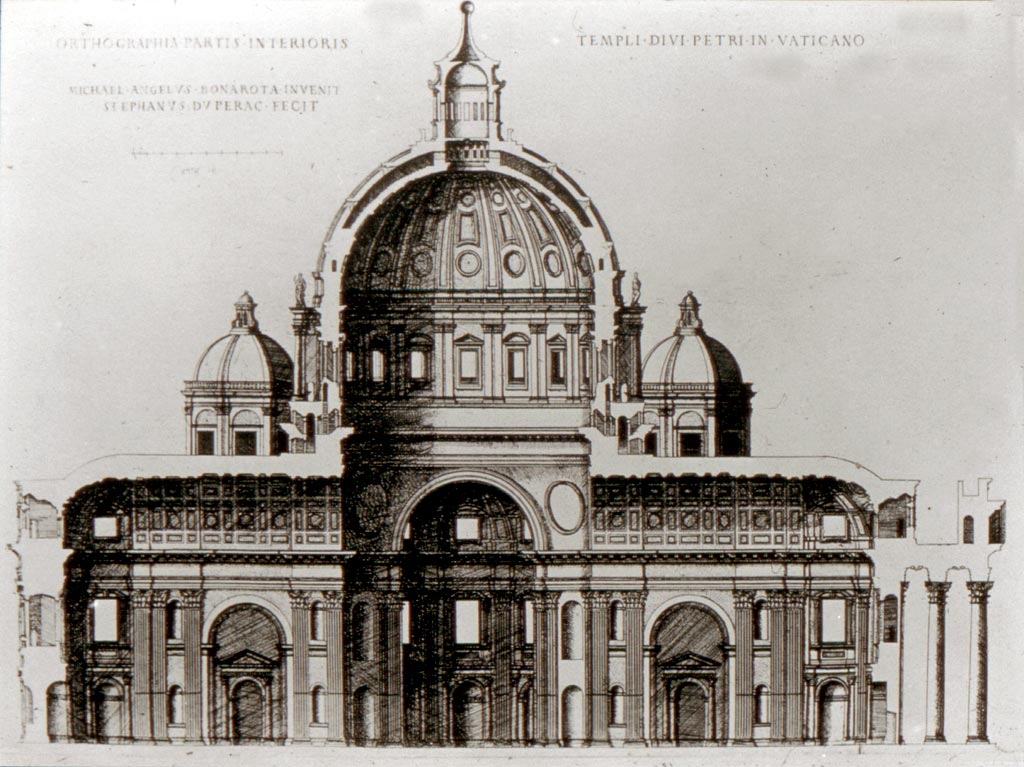
Проєкт Мікеланджело

Для того, щоб прискорити зведення нової споруди, Донате Браманте зніс древні мармурові колони Старого собору Святого Петра[д]. Браманте керував будівництвом собору до своєї смерті у 1514 році. Останній рік та частину 1515 року (сумарно орієнтовно 18 місяців) Джуліяно да Санґало теж працював над спорудженням храму, але головним архітектором після Браманте став Рафаель. Також до роботи долучився Джованні Джокондо, який помер 1515 року, та Антоніо да Сангалло, учень Браманте. Рафаель, якого рекомендував Браманте ще за життя, очоливши будівництво, повернувся до традиційної формі латинського хреста з подовженою четвертою стороною.
Після смерті Рафаеля (1520), головним архітектором собору став Бальдассаре Перуцці, який обрав центричну споруду, а з 1539 — Антоніо да Сангалло, який вибрав базилікальну форму. Сангалло керував роботами до своєї смерті у 1546 році.
1 січня 1547 року папа Павло III призначив головним архітектором Мікеланджело Буонарроті. За свідченнями Вазарі, Мікеланджело погодився на цю роботу «з великою нехіттю і проти волі». Як зазначив Вільям Воллес, це призначення було «сумнівною честю», адже йому дісталося у спадок не тільки довготривале будівництво, розпочате геніальним архітектором, але поганим інженером Браманте, а й виконроби та робітники, лояльні до Сангалло, й скептичні до Мікеланджело та його ідей. Над спорудженням собору він працював останні 17 років свого життя.
Мікеланджело повернувся до ідеї центральнокупольної споруди, його проєкт передбачав створення багатоколонного вхідного портика зі східною боку (в найдавніших базиліках Риму, як і в античних храмах, вхід перебував зі східного, а не із західного боку). Усі тримальні конструкції Мікеланджело зробив масивнішими і виділив головний простір. Він звів барабан центральної бані, але саму баню добудовував уже після його смерті Джакомо делла Порта, який додав більш витягнуті обриси. З чотирьох малих бань, передбачених проєктом Мікеланджело, архітектор Джакомо да Віньола звів тільки дві. Найбільшою мірою архітектурні форми у тому вигляді, як задумав Мікеланджело, збереглися із вівтарного, західного боку.
Герхард Штраус писав, що «архітектор Мікеланджело (…) побудував собор християнства як маніфест сильного індивідуума». Поверненням до початкової ідеї Браманте щодо центричної споруди він перекреслив майже 40 років попередніх будівельних робіт і зміг окреслити загальний напрям робіт з будівництва собору на майбутнє.

Проект Браманте
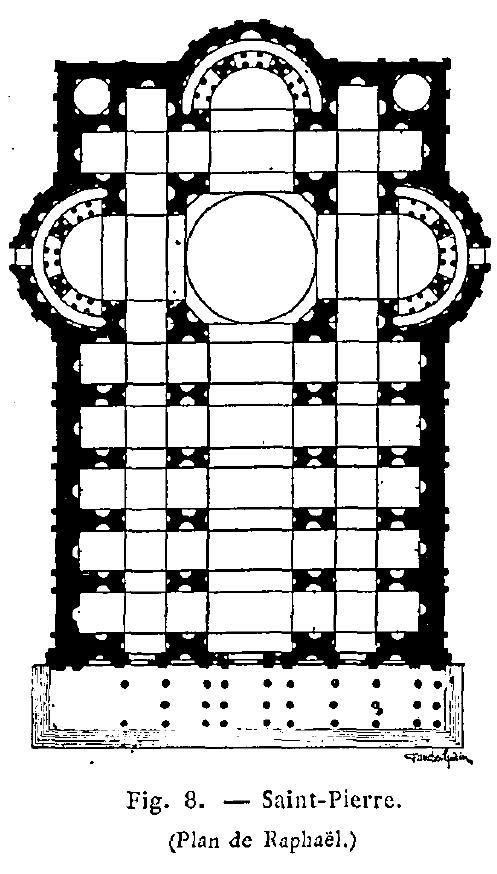
Проект Рафаеля
Проект Мікеланджело
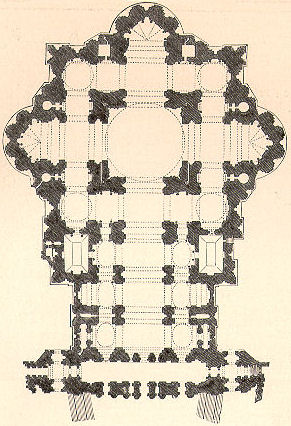
Проект Мадерно

Після смерті Мікеланджело архітектором собору стали Пірро Лігоріо та Джакомо да Віньола. З 1573 року будівництвом керували Джакомо делла Порта та Доменіко Фонтана. З 1603 — Карло Мадерно, а з 1629 — Лоренцо Берніні.

## Склепіння

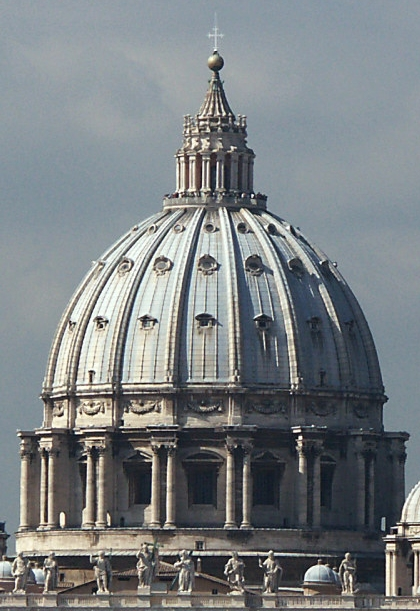

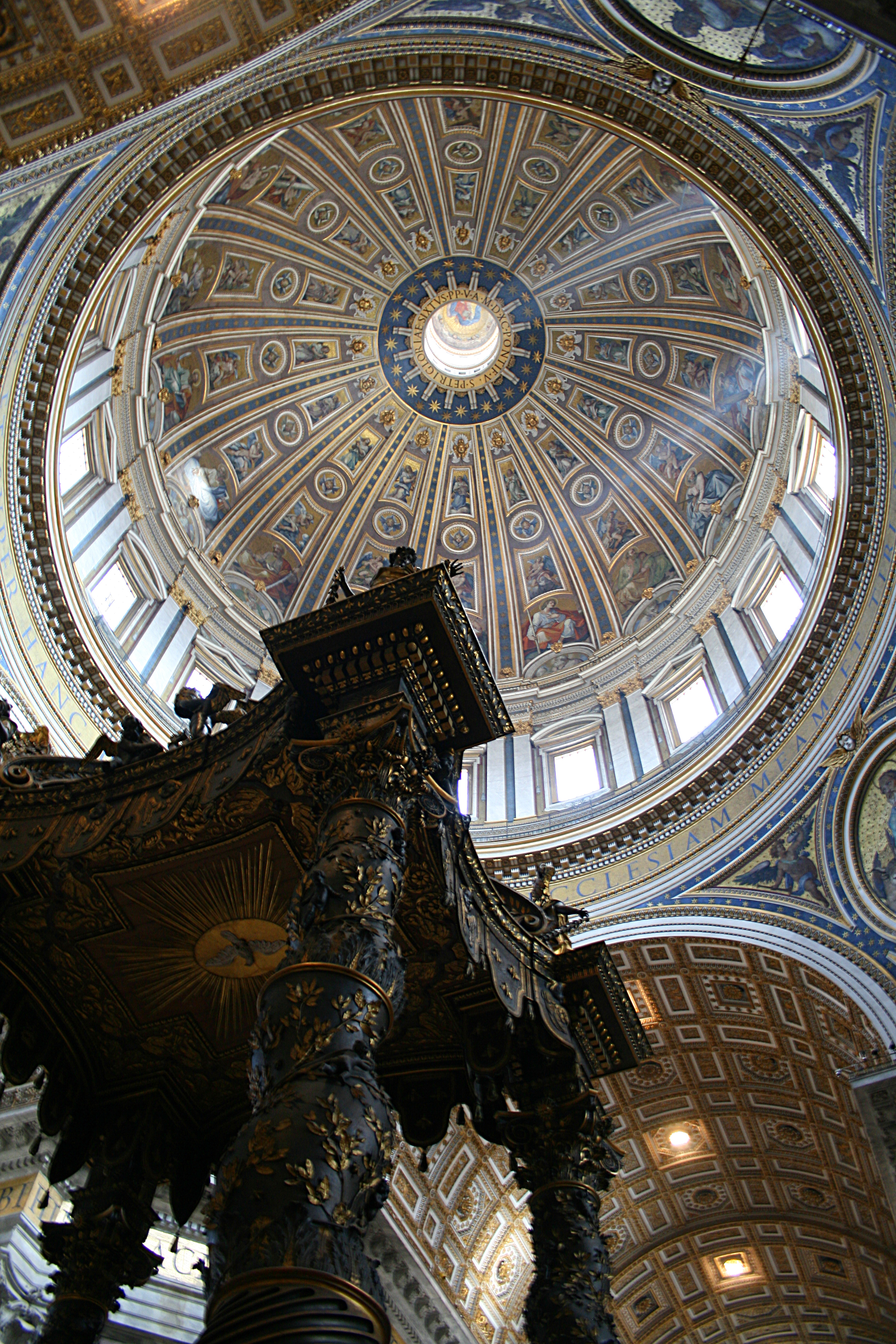

Шатро базиліки Святого Петра є найбільшою консольною цегляною надбудовою у світі і має два склепіння. Це архітектурне рішення має важливе підґрунтя — висока, трохи витягнена баня виглядає краще зовні, але всередині краще сприймається кругліше шатро. На оглядовий майданчик над банею перед ліхтарем можна вийти по 510 сходинах чи піднятися ліфтом і пройти 320 сходин між склепіннями шатра. Прохід між двома стінами склепіння є непростим, однак з нього добре видно всю складність його конструкції.
Діаметр маківки становить 42,34 м (що на 86 см менше ніж у Пантеону), а висота — 43,2 м (тобто на 20 см більше ніж висота Пантеону). Шатро утримується чотирма п'ятикутними колонами, довжина діагоналі між якими — 24 метри. Висота надбудованого над маківкою ліхтаря — 17 метрів. Таким чином загальна висота бані до вершини хреста на ньому становить 136,6 м.
Розрахункова вага склепіння — 14 тисяч тонн, але його конструкція робить його візуально легким, і тому здається, що баня «ширяє над рештою велетенської будівлі».
Внутрішня висота шатра становить 119 м, внутрішній діаметр — 42 м. Усередині бані двометровими буквами написана цитата із Євангелія від Матвія:

| лат. Tu es Petrus et super hanc petram aedificabo ecclesiam meam et tibi dabo claves regni caelorum (…) ти скеля (грец. πετρος), і на скелі оцій побудую Я Церкву Свою (…) І ключі тобі дам від Царства Небесного (…) (Мт. 16:18-19) |
Джакомо делла Порта та Доменіко Фонтана завершили будівництво склепіння у 1590 році, за правління папи Сикста V. Під ліхтарем є напис:

| На славу Св. Петра, папа Сикст V, 1590 року, на п'ятому році понтифікату Оригінальний текст (лат.) S. Petri gloriae sixtvs pp. v. a. m. d. xc. pontif. V. |

## Фасад

Фасад Мадерно

На початку XVII ст. за вказівкою Павла V архітектор Карло Мадерно подовжив східну гілку хреста — прибудував до центричного будинку тринефну базилікальну частину, повернувшись до форми латинського хреста, та звів фасад. Баня виявилася прихованою фасадом, втратила домінуюче значення тому сприймається лише з віддаля, з Віа делла Кончіліаціоне.
Висота фасаду — 45 м, ширина — 115 м. Аттик фасаду вінчають величезні, заввишки 5,65 м, статуї Христа, Івана Хрестителя й одинадцяти апостолів, крім апостола Петра, статуя якого  зліва від сходів. Внизу карниза, майже у висоту фриза надпис: 

| На честь Князя Апостолів, Павло V Боргезе, Римлянин, Верховний Понтифік, року 1612, сьомого свого понтифікату Оригінальний текст (лат.) IN HONOREM PRINCIPIS APOST PAVLVS V BVRGHESIVS ROMANVS PONT MAX AN MDCXII PONT VII |

### Ворота

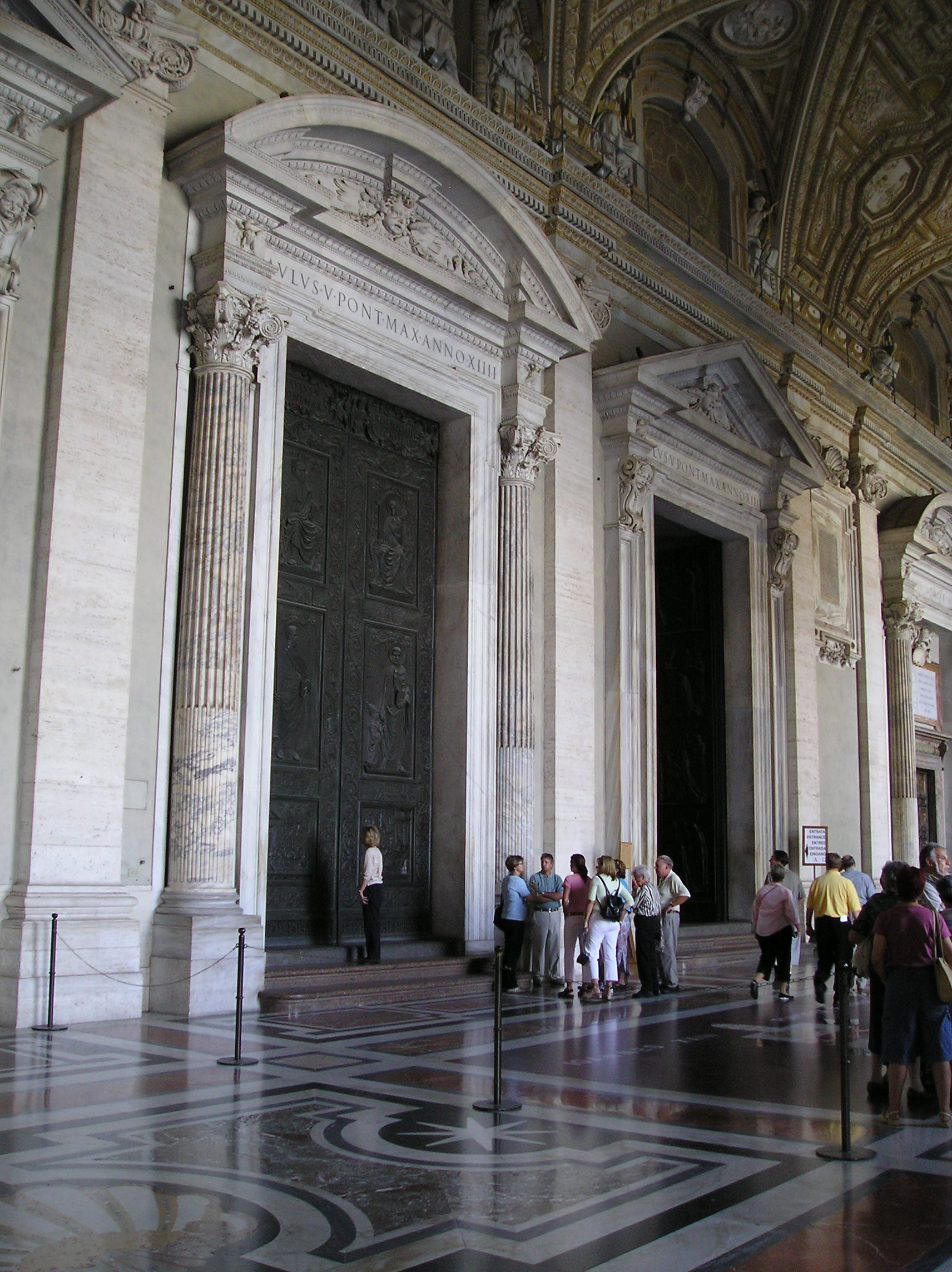
Ворота собору

З портика до собору ведуть п'ять воріт. На центральних бронзових воротах зображені Ісус, Діва Марія та святі апостоли Петро та Павло. Ці ворота — шедевр ювелірного мистецтва роботи Антоніо Філарете. На паперті собору, поверх головних дверей — відома мозаїка Корабель апостолів (італ. Navicella degli Apostoli), виконана за ескізом Джотто. Мозаїка Новічелла (італ. navicella, човен), що зображала Христа та човен з апостолами, загинула на початку XVI сторіччя під час знесення старого собору.
Праворуч від центральних дверей розташовані Ворота Таїнств, створені скульптором Венанцо Крочетті у 1966 році. Таїнства зображені у такій послідовності: на лівій панелі — хрещення, миропомазання, сповідь, на правій — євхаристія, вінчання, хіротонія та єлеопомазання. Останні двері справа — Святі двері, роботи Віко Консорті, які відкриваються самим Папою кожні 25 років, у ювілейний рік.
Ворота зліва — Ворота добра і зла — робота італійського скульптора Лучано Мінгуцці (між 1970–1977 рр.). Рельєфи крайніх воріт зліва — Воріт смерті — створені скульптором Джакомо Манцу (1949–1964 рр.). Дуже виразний образ папи Івана XXIII.
На фасаді собору виділяються дев'ять лоджій. Центральна називається «Лоджією Благословення» — з неї Папа Римський звертається із благословення «Urbi et Orbi» (буквально, «Місту (Риму) та світу») до всіх християн на Різдво, Великдень та на день пам'яті святих Петра та Павла.

### Дзвони

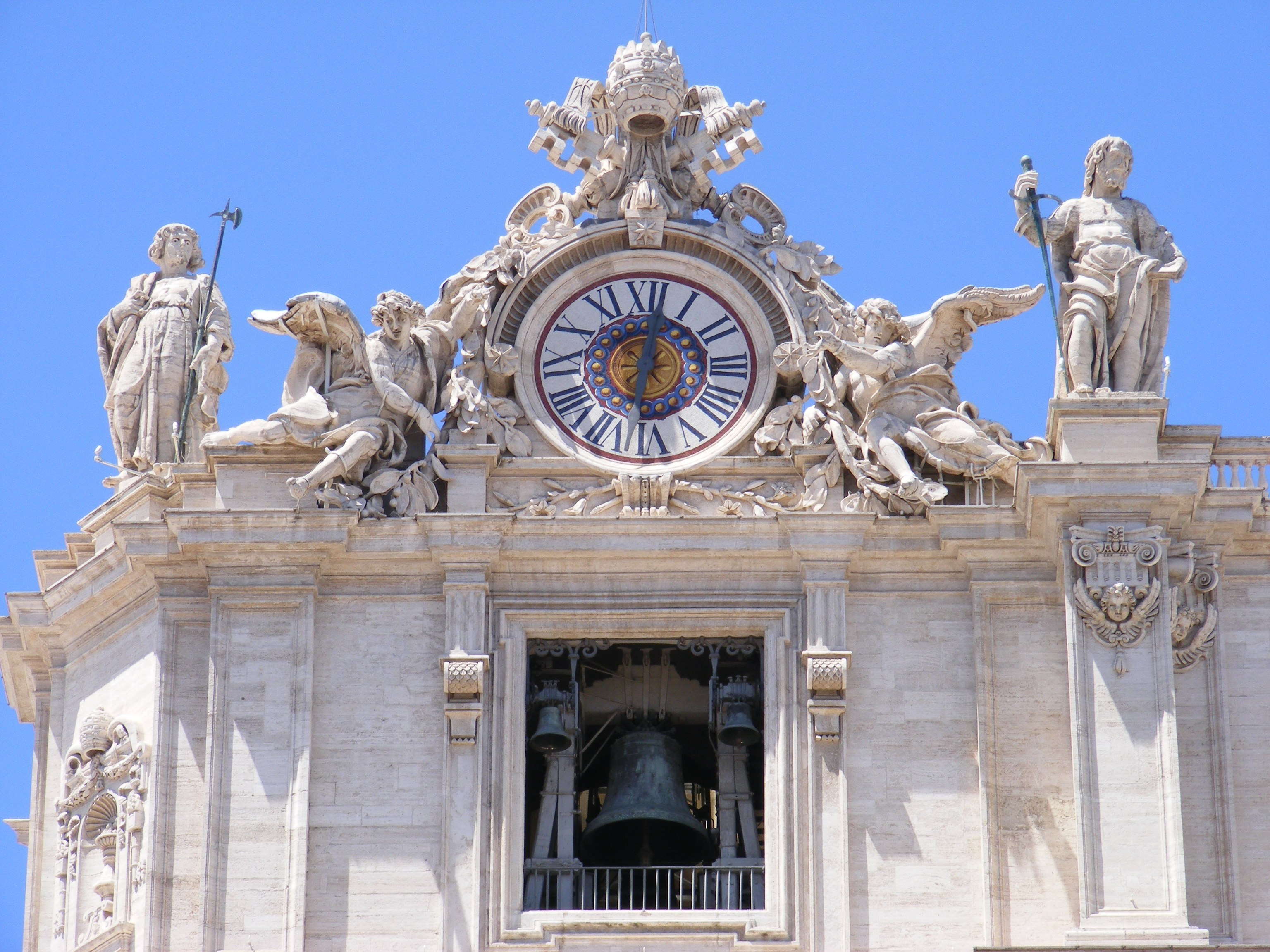
Дзвони під годинником ліворуч фасаду базиліки

Набір із шести дзвонів висить у верхньому вікні під годинником зліва. Останній дзвін було вилито у 1999 році з нагоди ювілейного року 2000. Зараз він висить на території Ватиканських садів.
Гамма звуків дзвонів є від ритмічного ударного a doppio до пливучого a distesa. А distesa (дзвін Campanone) використовується лише після смерті папи. а Campanella seconda — для заклику на обід у неділю. Усі шість дзвонів використовуються лише за особливої нагоди: після папського благословення Urbi et Orbi на Різдво та Великдень, після молитви «Ангел Господній» на Петра і Павла та після виборів нового папи. Отже, повний хор дзвонів a distesa до літургії не передбачений.
На Службу Божу дзвонять дзвони 6+5+4+3 починаючи за 45 хвилин і кожні 15 хвилин. При цьому немає сольного дзвона з передзвоном. У недільний обід о 12:15 після спільної з папою молитвою Ангел Господній на площі Святого Петра звучать дзвони 6+5+4.
| № дзвона | Назва                            | Звучання (Півтон-1/16) | Ливар                                                       | Рік    | Діаметр (мм) | Вага (кг) | Розташування      |
| 1        | Campanone                        | e0 +3                  | Луїджі Валад'єр (італ. Luigi Valadier)                      | 1785   | 2315         | ~9000     | вікно, посередині |
| 2        | Campanoncino (Mezzana)           | a0 +8                  | Інноченцо Казіні (італ. Innocenzo Casini)                   | 1725   | 1774         | 3675      | позаду 1          |
| 3        | Campana della Rota               | cis1 +7                | невідомий                                                   | 14 ст. | 1364         | 1735      | позаду 2          |
| 4        | Campana della Predica            | e1 +11                 | Джованні Баттіста Лученті (італ. Giovanni Battista Lucenti) | 1893   | 1087         | 850       | над 2 та 3        |
| 5        | Campanella prima (Chiacchierina) | ais1 +12               | Дачіано Колбакіні (італ. Daciano Colbachini)                | 1932   | 744          | 280       | вікно, справа     |
| 6        | Campanella seconda (Clementina)  | h1 +13                 | Луїджі Лученті (італ. Luigi Lucenti)                        | 1825   | 739          | 260       | вікно, зліва      |
| —        | Grande Campana del Giubileo      | g0 +9                  | Марінеллі (італ. Marinelli)                                 | 1999   | 1877         | ~5000     | Ватиканські сади  |

## Площа Святого Петра

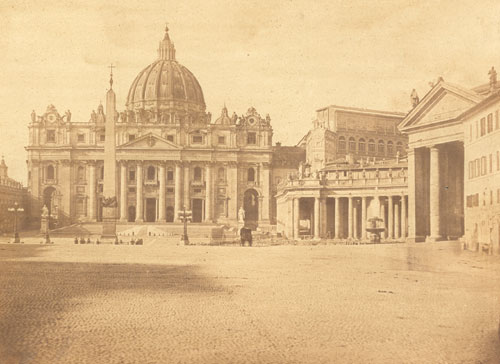
Площа Святого Петра
(прибл. 1858)

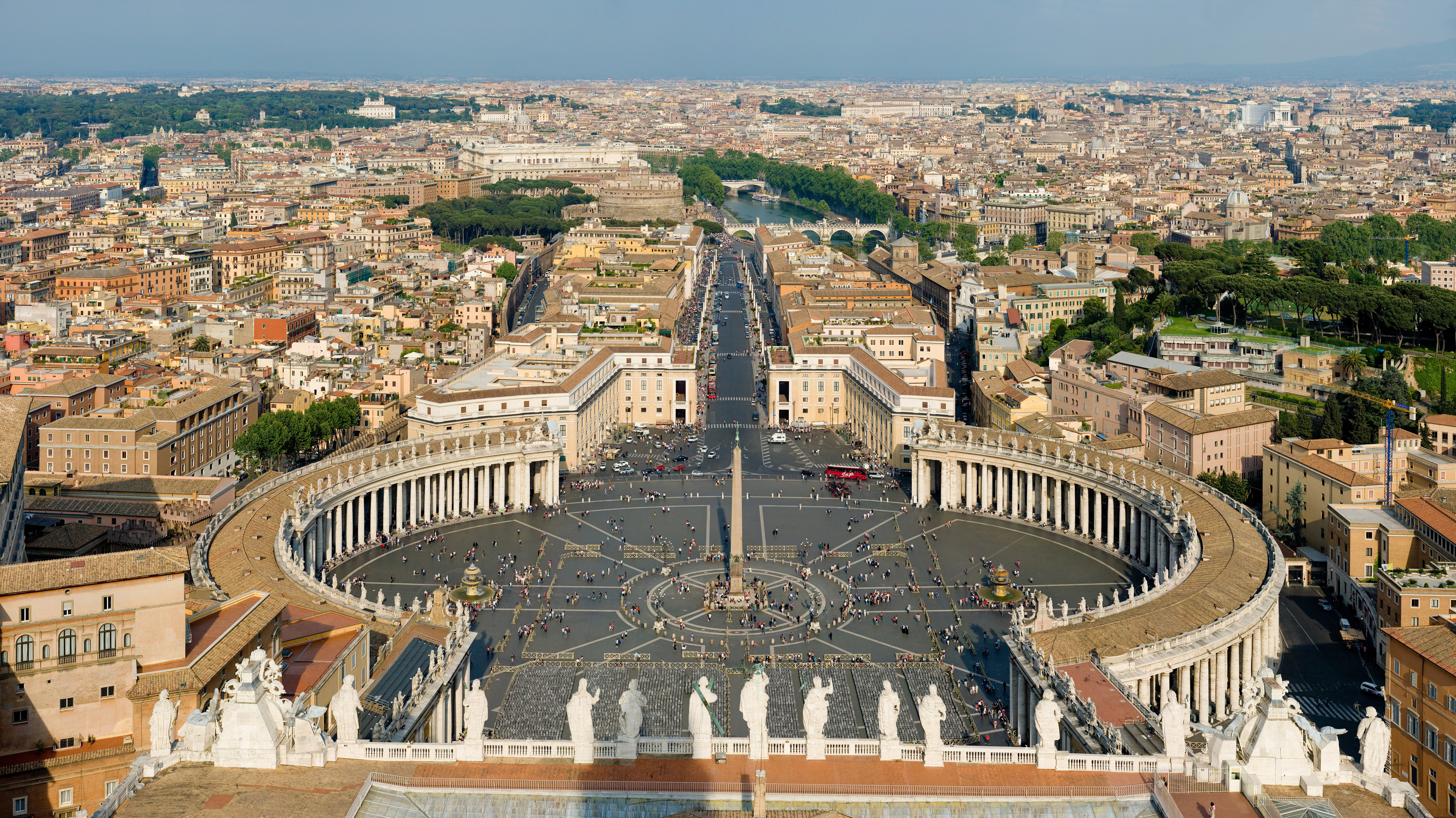
Площа Святого Петра. Вигляд зі склепіння.

Перед собором була потрібна площа, яка вміщувала б дуже багато вірян, що приходили сюди, аби отримати папське благословення чи брати участь у релігійних службах чи святах. Це завдання виконав Джованні Лоренцо Берніні, який створив протягом 1656–1667 рр. площу перед собором — одне з видатних творів світової містобудівної практики.
Берніні вирішив сформувати площу із двох частин. Перша, трапецієподібна, починається від базиліки. Завдяки тому, що ширша основа розташована біля лінії собору, а вужча основа виходить на другу частину площі, створюється ефект зворотної перспективи. Друга частина площі — велетенський еліпс, поверхня якого злегка нахилена до обеліска, як до центру. Цей обеліск було привезено з Єгипту Калігулою у 37 р. Первинно він був розташований у цирку Калігули і Нерона, південніше базиліки, ближче до сучасного захристя. Обеліск також називають «Свідком», оскільки він був на тому місці, де загинув апостол Петро. 10 вересня 1586 року Доменіко Фонтана, за бажанням папи Сикста V, перемістив його у центр площі. Зважаючи на значну вагу обеліска — 322 тони — на той час це було великим технічним досягненням. Обеліск стоїть на фундаменті у вигляді бронзових левів. Обабіч нього розташовані фонтани висотою 14 метрів. Правий фонтан побудований у 1613 році за часів папи Павла V під керівництвом Карло Мадерно, а лівий — у 1677 році створив Карло Фонтана. Обеліск та фонтани розташовані на великій осі еліпса.
Дві колонади окреслюють площу і підтримують антаблемент простого тосканського ордера. Фокуси цього еліпса розташовані дещо південніше і північніше від обеліска, і позначені написами на металевих пластинках «Centro del Collone». При перебуванні на цих пластинках, чотири колони відповідної половини колонади розташовані на одній лінії.
Зверху 284 колон, розташованих по чотири у 71 ряд, розміщено 140 статуй святих. Статуї збудовані над колонадою у 1667–1669 роках за часів Олександра VII та Климента IX.
Віа делла Кончіліаціоне, збудована між 1936 та 1950 рр., зараз з'єднує Замок Сант-Анджеело на західному боці Тибру та Площу Святого Петра.

## Інтер'єр
Загальна довжина базиліки — 211,6 м. Усередині собор вражає гармонією пропорцій, величезними розмірами, багатством оформлення — тут багато статуй, вівтарів, надгробків, безліч чудових творів мистецтва. Роль Берніні у створенні скульптурного оздоблення собору дуже велика, він працював тут із перервами майже 50 років, із 1620-го до 1670 р.

### Центральна нава

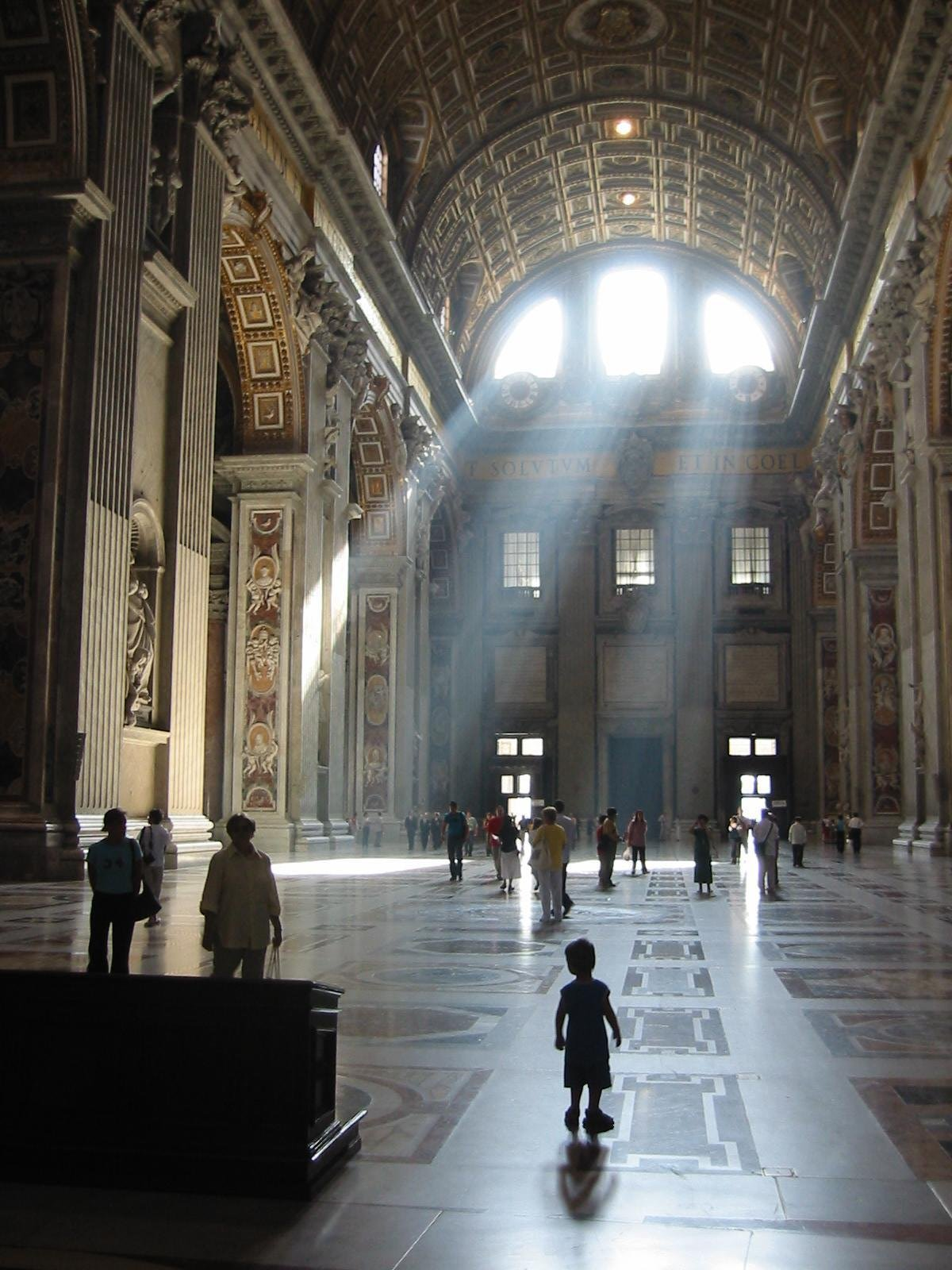

На підлозі центральної нави, починаючи від входу, є позначки, що вказують розміри інших великих соборів світу і дають можливість порівняти їх із собором Святого Петра.
Наприкінці центральної нави, біля останнього стовпа справа, розташована статуя Святого Петра (XIII ст.), автором якої вважається Арнольфо ді Камбіо. Статуї приписують чудодійні властивості, і прочани благоговійно прикладаються губами до бронзової ноги.
У центральній апсиді — створена Берніні кафедра Святого Петра. Вона містить крісло Святого Петра, яке підтримують чотири статуї Учителів Церкви — Амвросій Медіоланський, Аврелій Августин та Афанасій Великий та Іван Золотоустий. З крісла ширяє у сяйві символ Святого Духа. Праворуч від кафедри — надгробок папи Урбана VIII, теж роботи Берніні, зліва — надгробок Павла III (XVI ст.) роботи Гульельмо делла Порта, одного із учнів Мікеланджело Буонарроті.

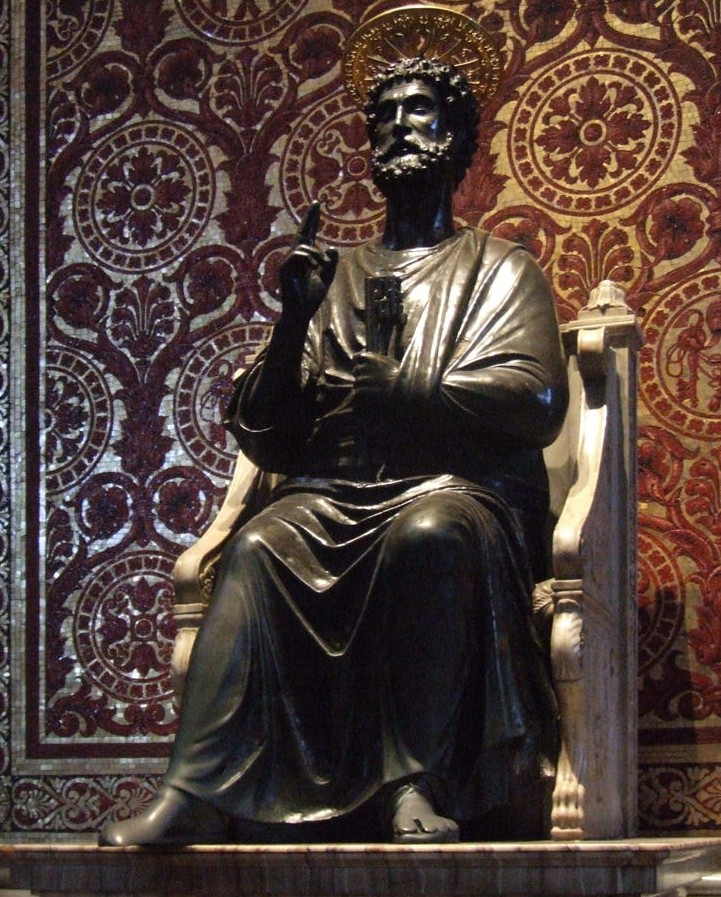
Статуя Святого Петра
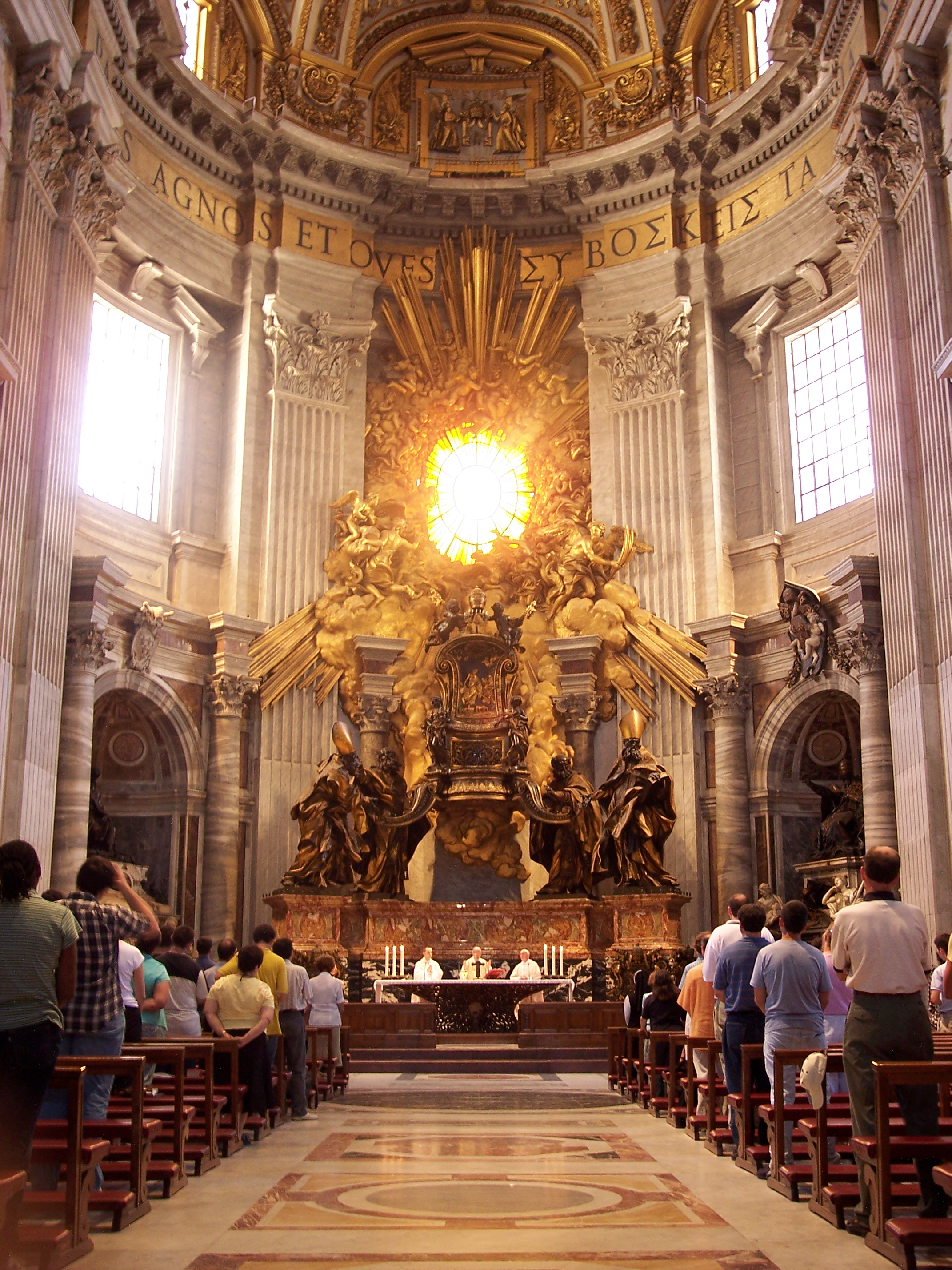
Кафедра Святого Петра
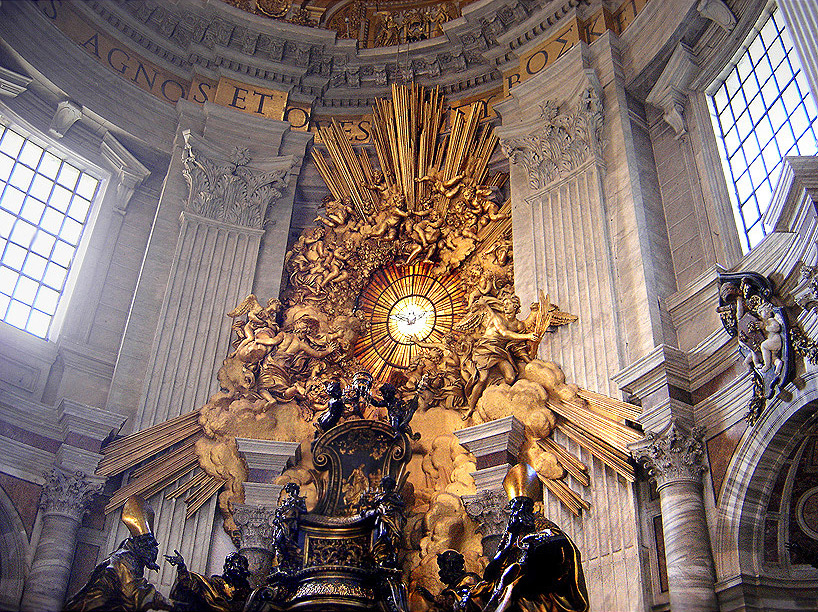
Крісло Святого Петра

### Середохрестя

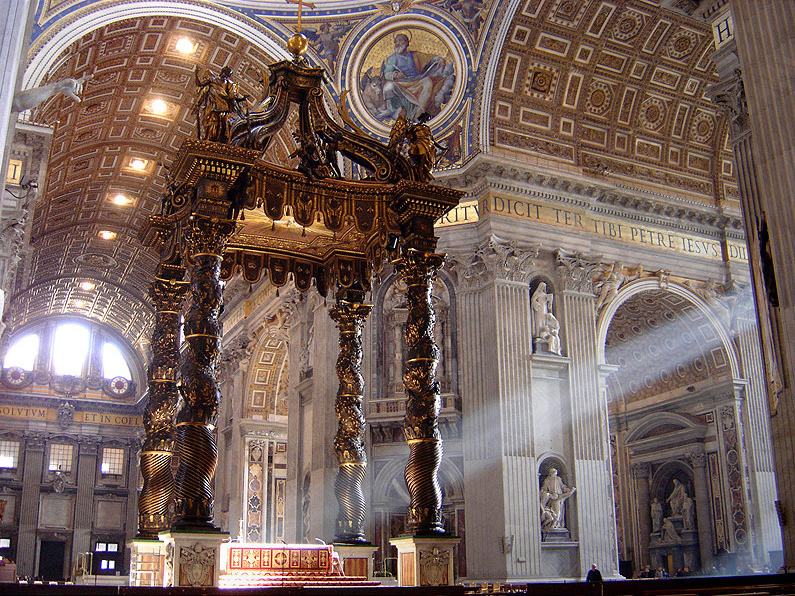
Ківорій над могилою апостола Петра

Прямо під куполом собору розташований вівтар із бронзовим ківорієм Берніні, виготовленим у 1624–1633 роках. Висота ківорію — 29 м. Він підтримується чотирма крученими колонами, на яких стоять статуї янголів. Серед гілок лавра на верхніх частинах колон видно геральдичні бджоли сімейства Барберіні. Бронзу для ківорію узяли із Пантеону, розібравши за наказом папи Урбана VIII конструкції, які підтримували дах портика.
У чотирьох нішах під куполом у середохресті є чотири мармурові статуї висотою близько 4,5 м. Вони зображають святих Вероніку, Олену, Лонгина та Апостола Андрія. Цими фігурами підкреслені реліквії, що там зберігаються чи зберігались: рушник Вероніки з потом Ісуса Христа, частинку Чесного Хреста, Спис Лонгина та голова апостола Андрія (з 1964 року перенесена до Патри). Скульптури створені різними митцями: Лонгин — Лоренцо Берніні (1639), Андрій — Франсуа Дюкенуа (1640), Вероніка — Франческо Мокхі (1632) та Олена — Андреа Болджі (1646).

### Права (Північна) нава

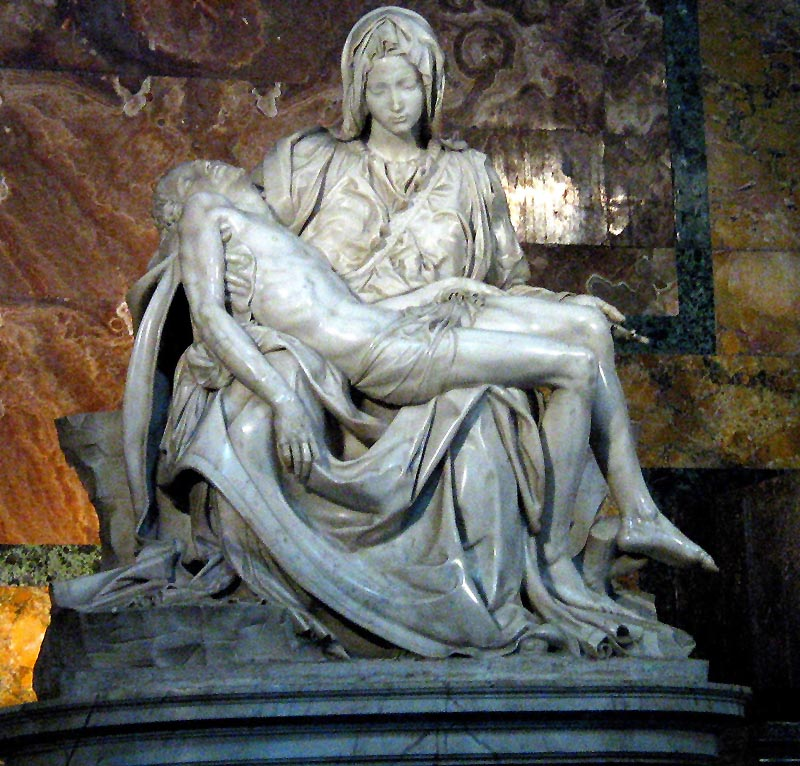
Мікеланджело Буонарроті. П'єта (1498—1499)

У першій каплиці справа перебуває шедевр Мікеланджело — мармурова П'єта. Після того, як зловмисником була зроблена спроба розбити статую у 1972 році, її захистили склом. Потім розташовані статуя Лева XII та пам'ятник королеві Швеції Христині, а за ними — каплиця Святого Севастіана. У ній розміщені статуї Пія XI та Пія XII.
Далі по наві — надгробок Іннокентія XII (автор — Філіппо делла Валле) та Матильди Каносської, роботи Берніні з учнями. Макрграфиня була першою жінкою, яка мала честь бути похованою у цьому соборі. У 1077 р. в Каноссі, її родовому замку, імператор Священної Римської імперії Генріх IV, відлучений від церкви, вимолював вибачення у папи Григорія VII. Тут розміщена невеличка каплиця Розп'яття (чи Реліквії), у якій зберігається дерев'яне розп'яття кінця XIII — початку XIV ст., автором якого вважається П'єтро Кавалліні.
За ними розташована велика каплиця Святого причастя (італ. Santissimo Sacramento), ґрати якої виконано за малюнком Франческо Борроміні. Поруч із каплицею — надгробок Григорія XIII. Барельєф нагадує про здійснену папою реформу — запровадження григоріанського календаря. За ним — надгробок Григорія XIV. Поруч знаходиться вівтар Святого Василія прикрашений мозаїкою з вісімнадцятого століття. Тут з 1963 року покояться мощі святого, єпископа української греко-католицької церкви — Йосафата Кунцевича. Навпроти каплиці Святого Василія, пам'ятник папі Бенедикту XIV.
Трохи далі перебуває виконаний у неокласичному стилі скульптором Антоніо Кановою надгробок Климента XIII (1792 р.).

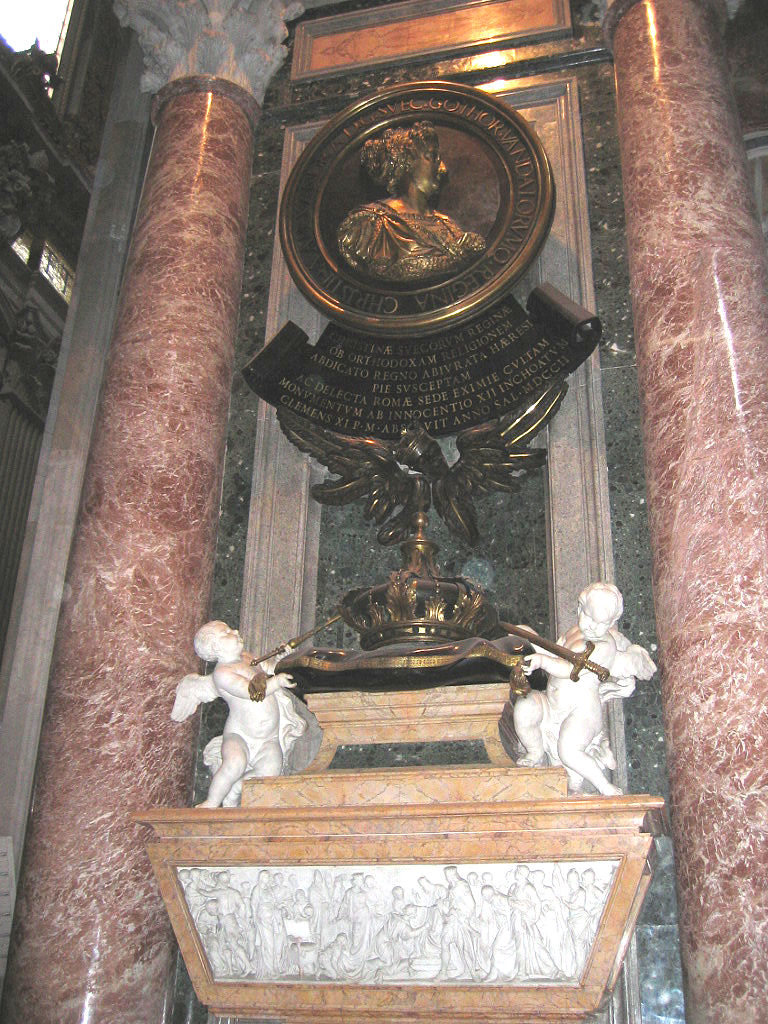
Пам'ятник королеві Швеції Христині
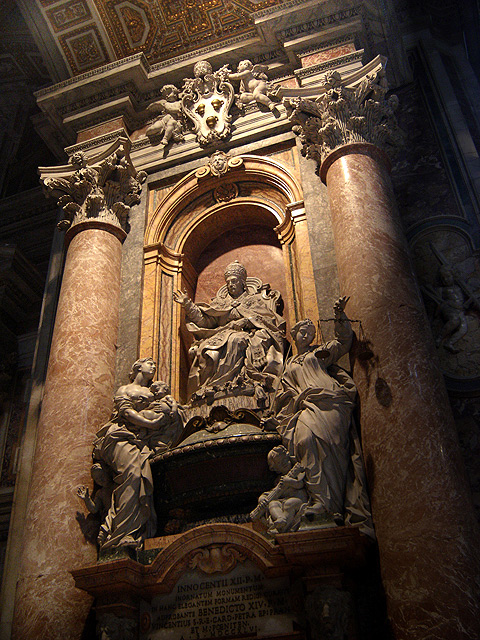
Надгробок Іннокентія XII
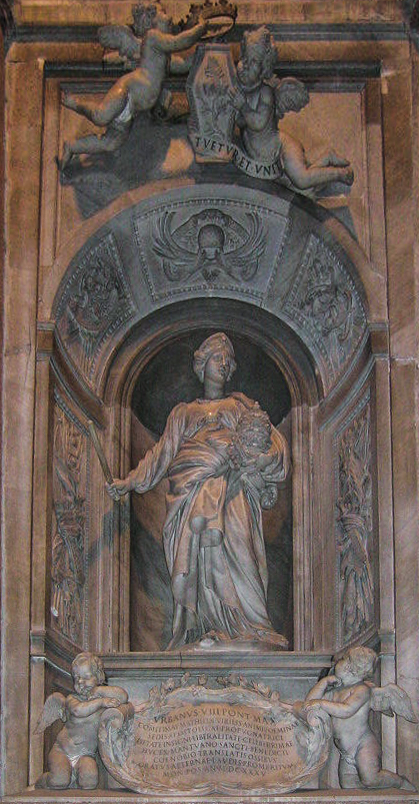
Надгробок Матильди Каносської
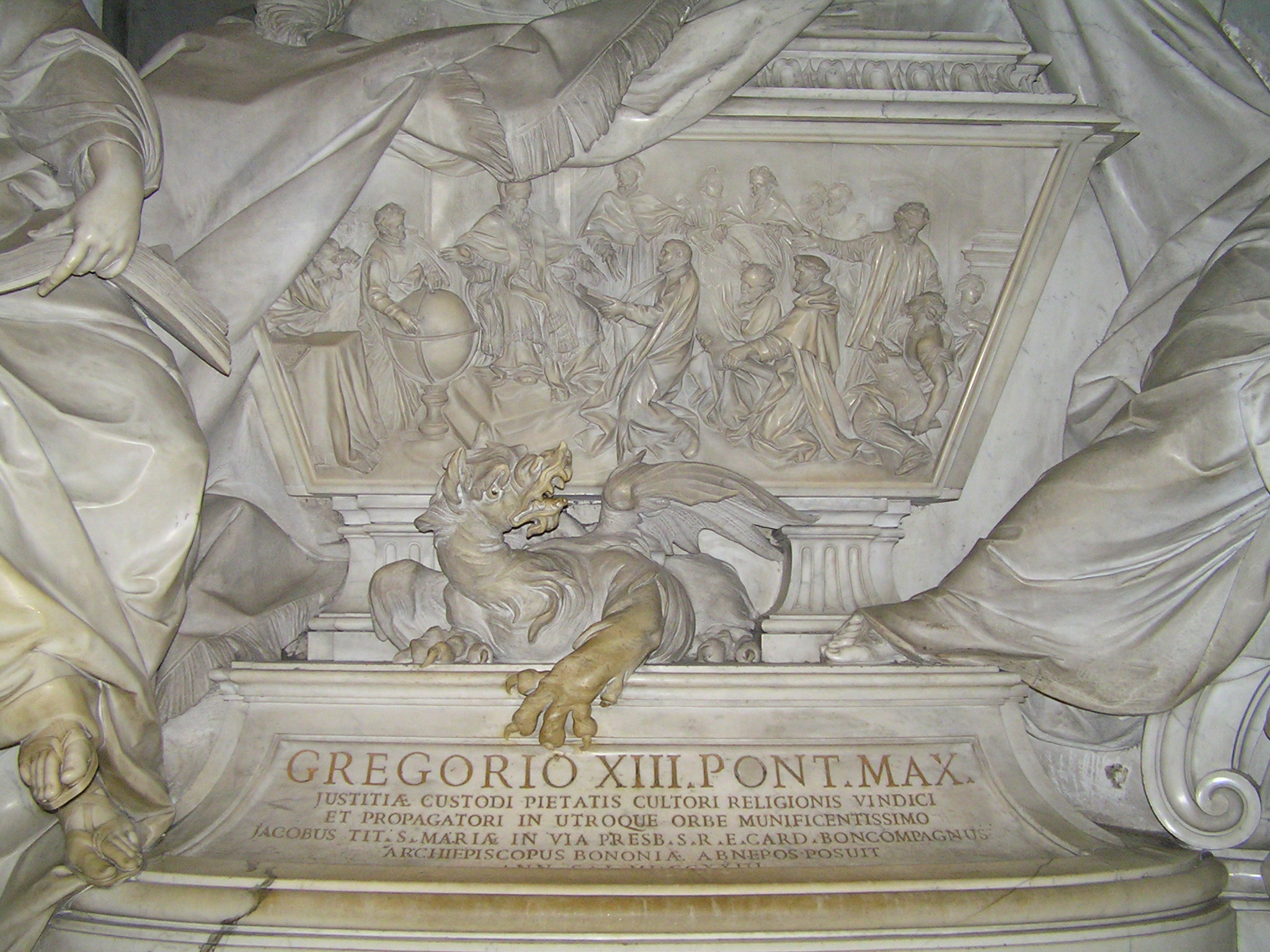
Надгробок Григорія XIII
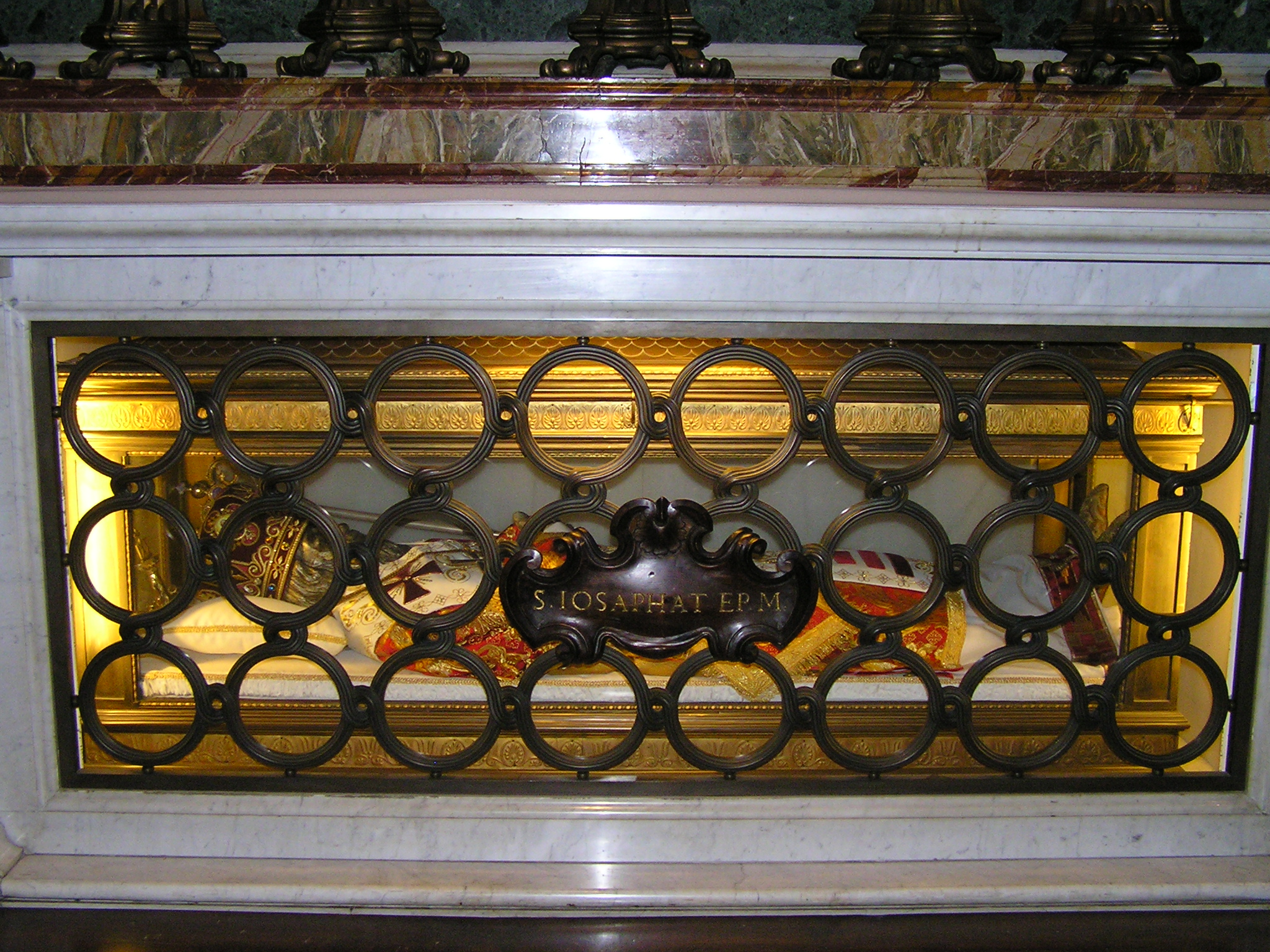
Саркофаг з мощами святого Йосафата

### Ліва (Південна) нава

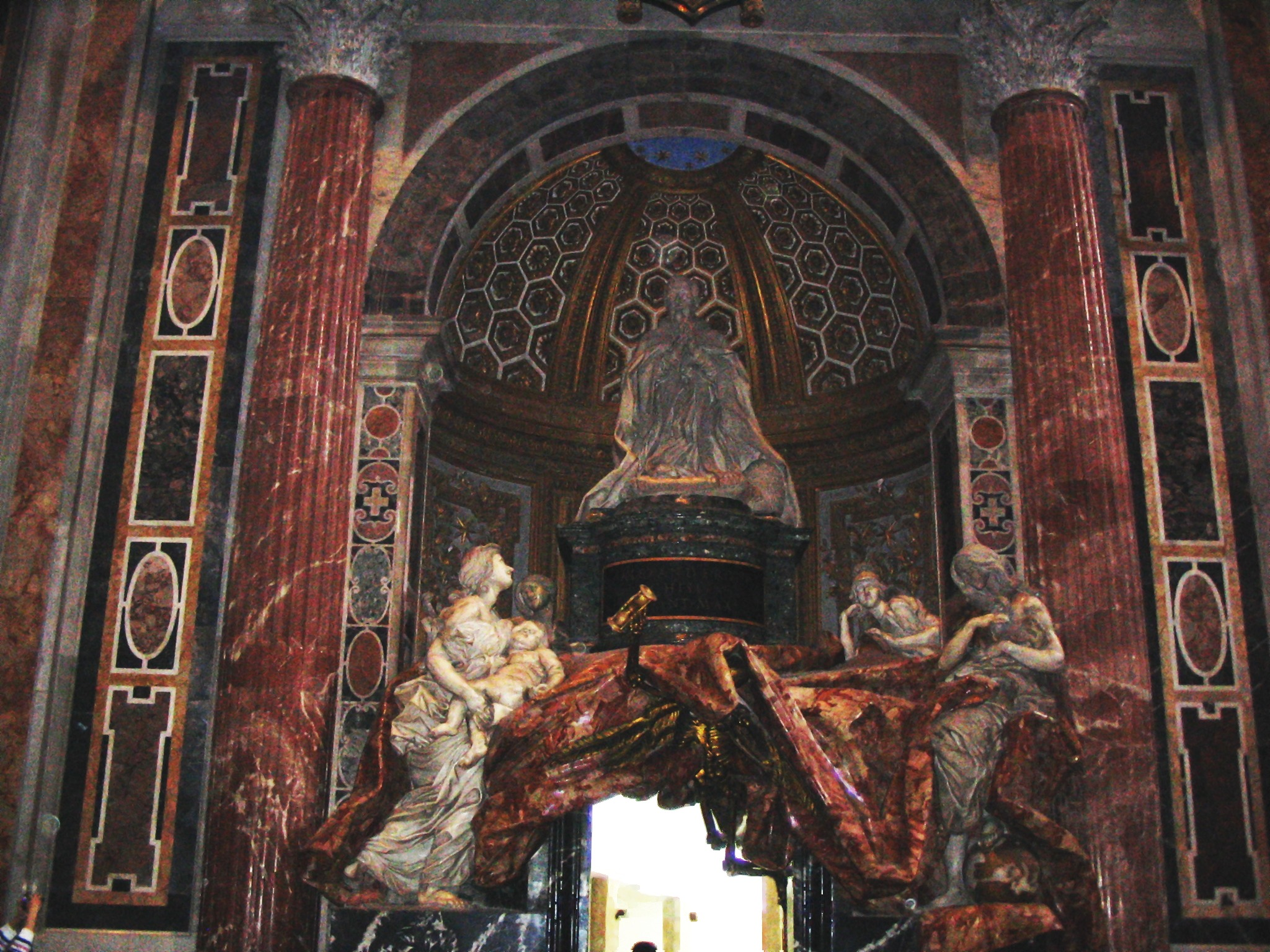
Надгробок Олександра VII

Перша каплиця лівої нави — каплиця Хрещення (італ. Cappella del Battesimo). Її було спроєктовано Карло Фонтаною на замовлення папи Іннокентія XII. Вона прикрашена мозаїкою Джованні Батіста Ґаулі, яка була пізніше викладена Франческо Тревізані. Мозаїка за вівтарем імітує існуючі картини Карло Маратта у Санта-Марія-дельї-Анджелі-е-дей-Мартірі.
Біля входу розміщений ще один твір скульптора Канови — надгробок останніх представників шотлансько-британської королівської католицької сім'ї Стюарт, а біля нього — меморіал Марії Клементині Собеській, дружини Джеймза Стюарта (автор — П'єтро Браччі, 1742).
У другій каплиці розташовано надгробки пап Бенедикта XV та Івана XXIII, а трохи далі — Пія X та Інокентія VIII. Останній було створено у 1490-х рр. скульптором Антоніо Поллайоло. У лівій руці папи зображений Спис Лонгина, який папа отримав як подарунок від османського султана. Це одна з небагатьох пам'яток, що були ще за старої базиліки.
Наступну каплицю прикрашає вівтар Непорочного зачаття. Перед каплицею розташована могила папи Інокентія XI роботи Карло Марата, і за нею — надгробок папи Лева XI роботи Алессандро Альґарді 1644 року.
Надгробок Олександра VII, роботи Берніні (1672–1678) з поліхромного мармуру, розташований наприкінці нави. За ним — надгробок Інокентія XI.
Перед входом до захристя розташований надгробок Пія VIII.

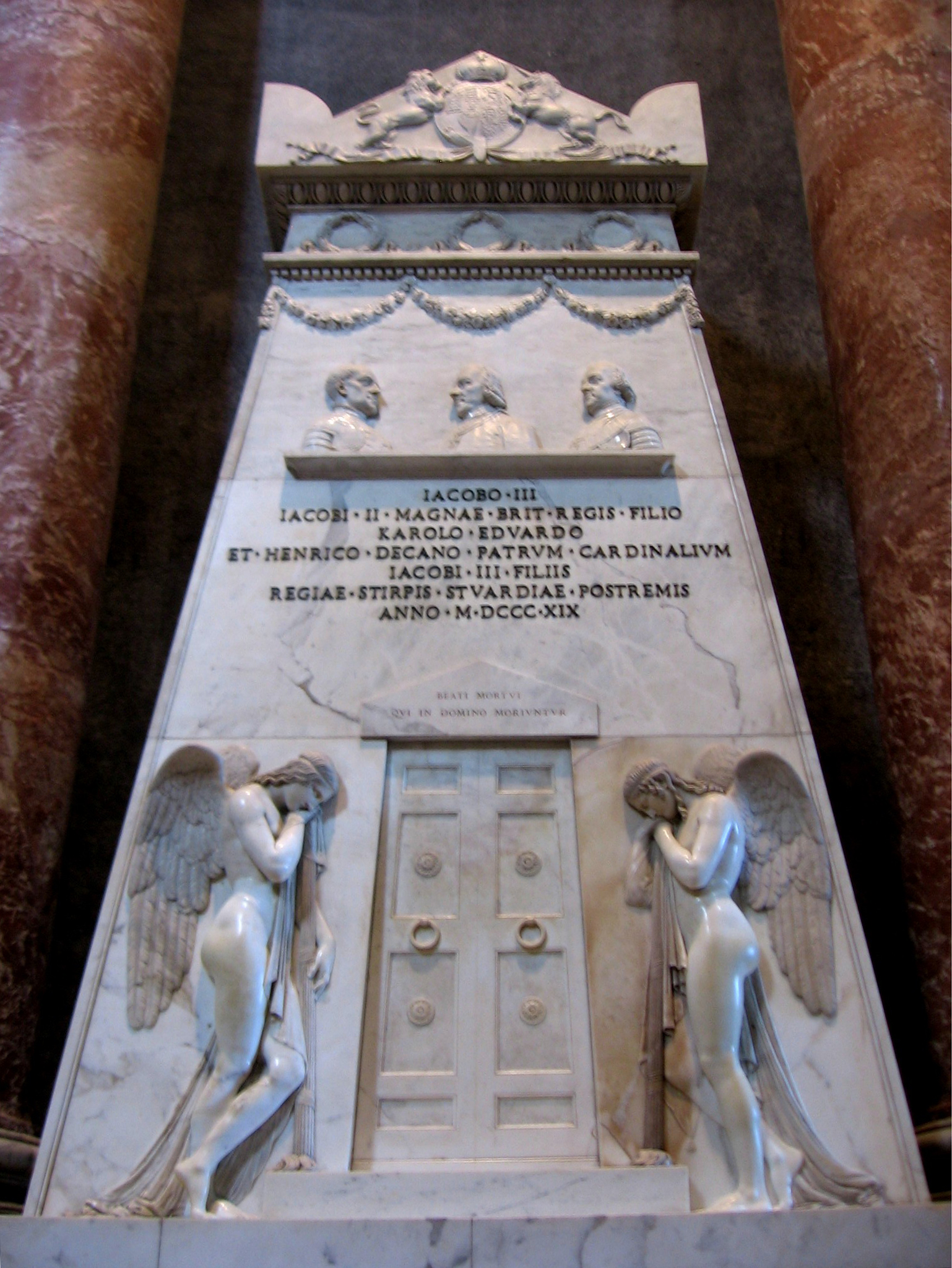
Пам'ятник Стюартам (1822)
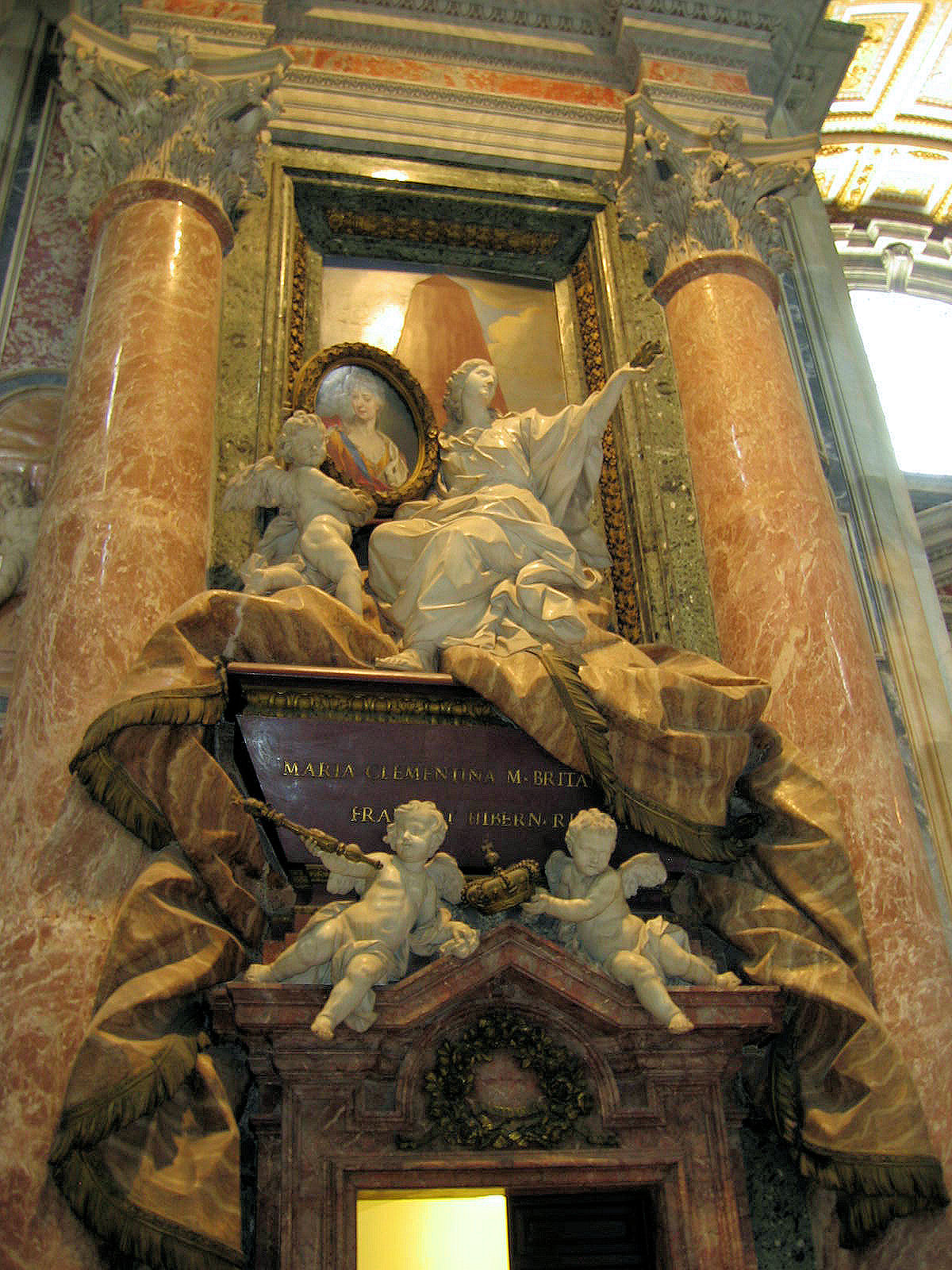
Пам'ятник Марії Собеській
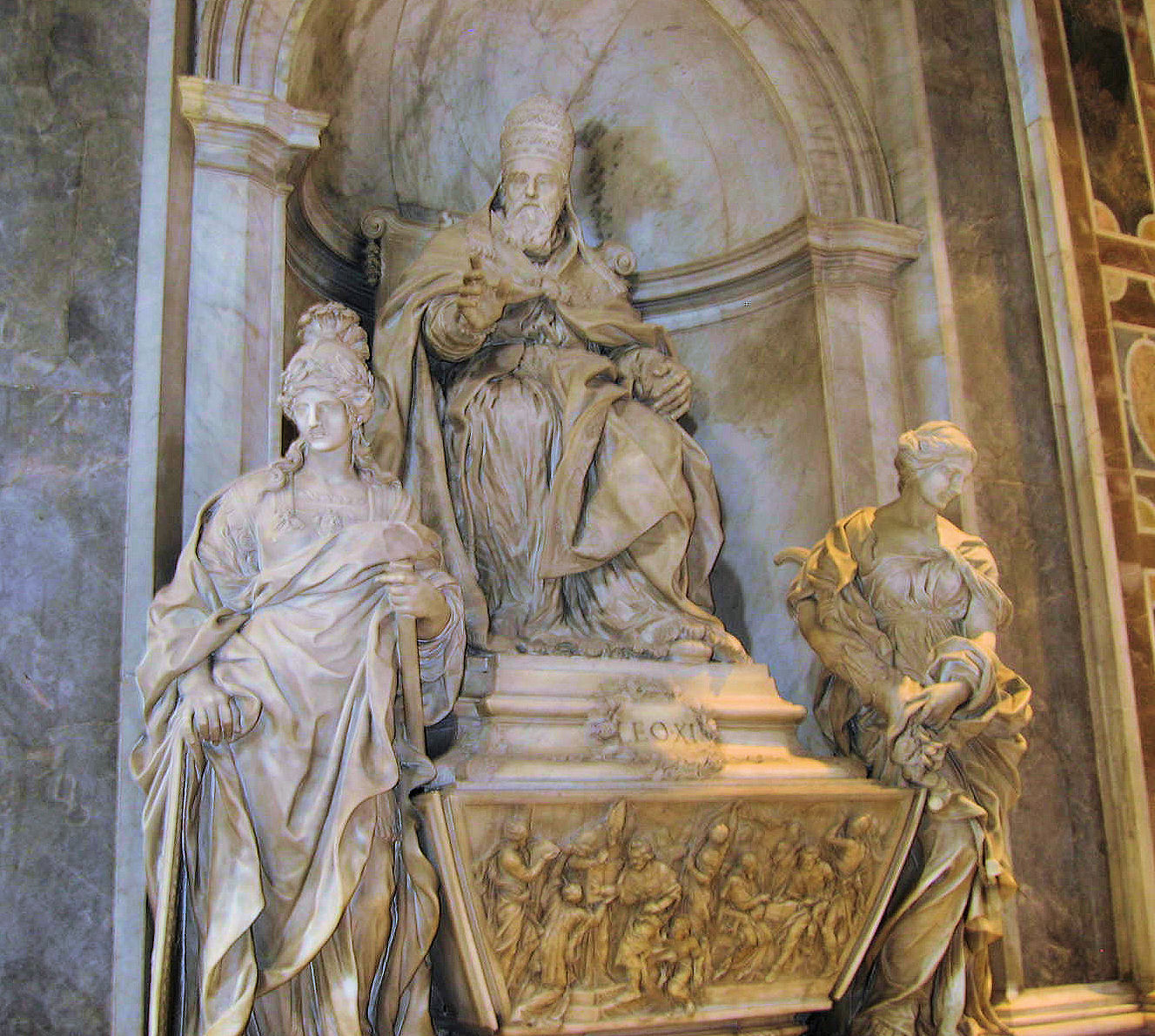
Надгробок Лева XI
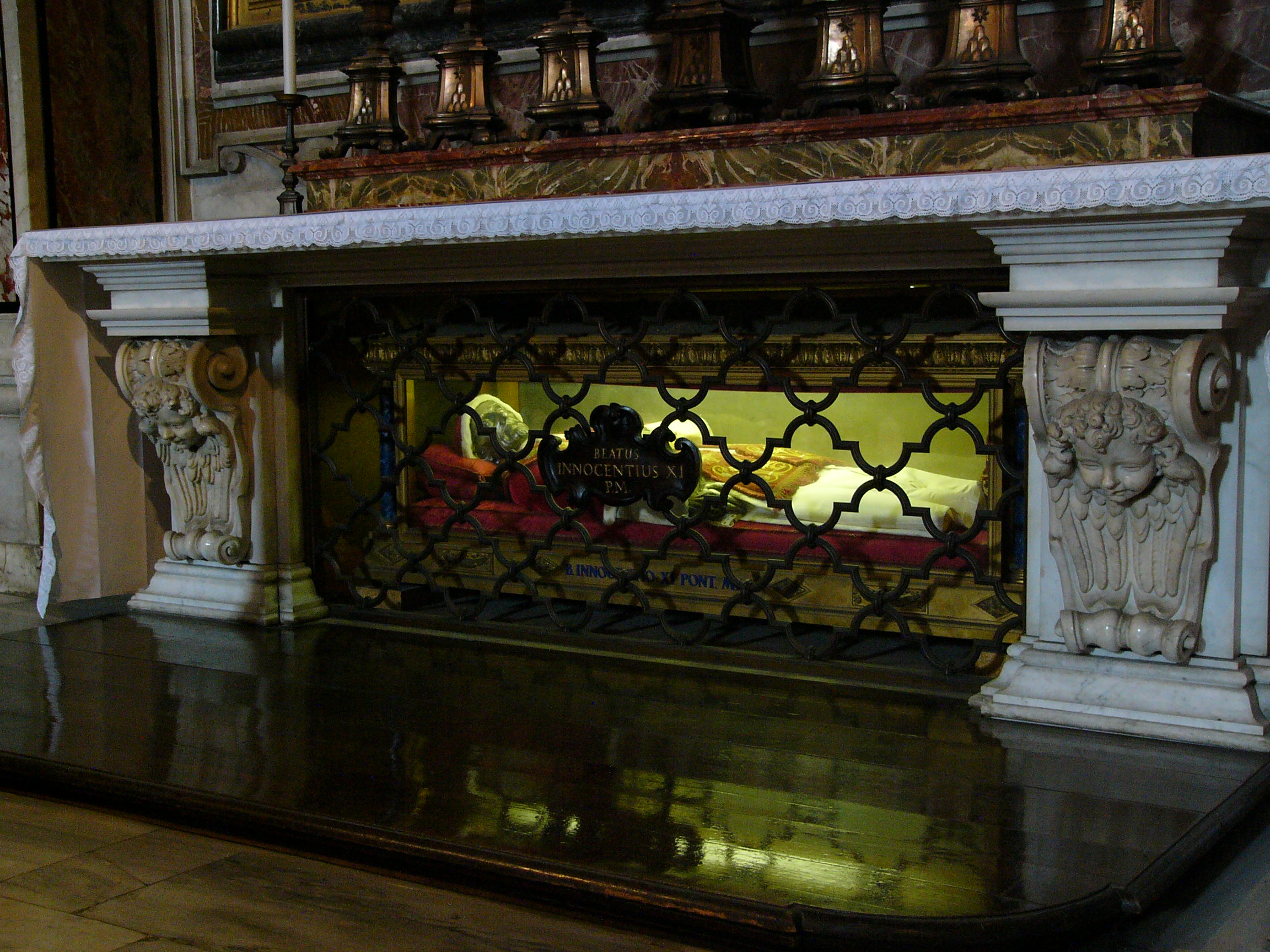
Надгробок Інокентія XI

## Крипта
Нижче рівня фундаменту собору Святого Петра розміщена крипта собору чи Гроти Ватикану. У крипті є поховання — саркофаги двадцяти трьох пап, навколо могили святого апостола Петра. Усього в соборі розміщені 164 поховання римських пап. Навколо могили святого апостола Петра також збудовано п'ять національних каплиць, так щоб вона була в центрі, як за розміщенням так і символічно — у центрі духовному. Окрім могил пап, у крипті також є і декілька інших могил кардиналів та провідників держав, наприклад, маркграфині Тосканської Матильди, королеви Швеції Христини, імператора Священної Римської імперії Оттона II.
Останнім у крипті похований Іван Павло II, який зайняв місце у саркофазі Івана XXIII, який в свою чергу перенесений у скляний саркофаг всередині собору до каплиці Святого Єроніма.

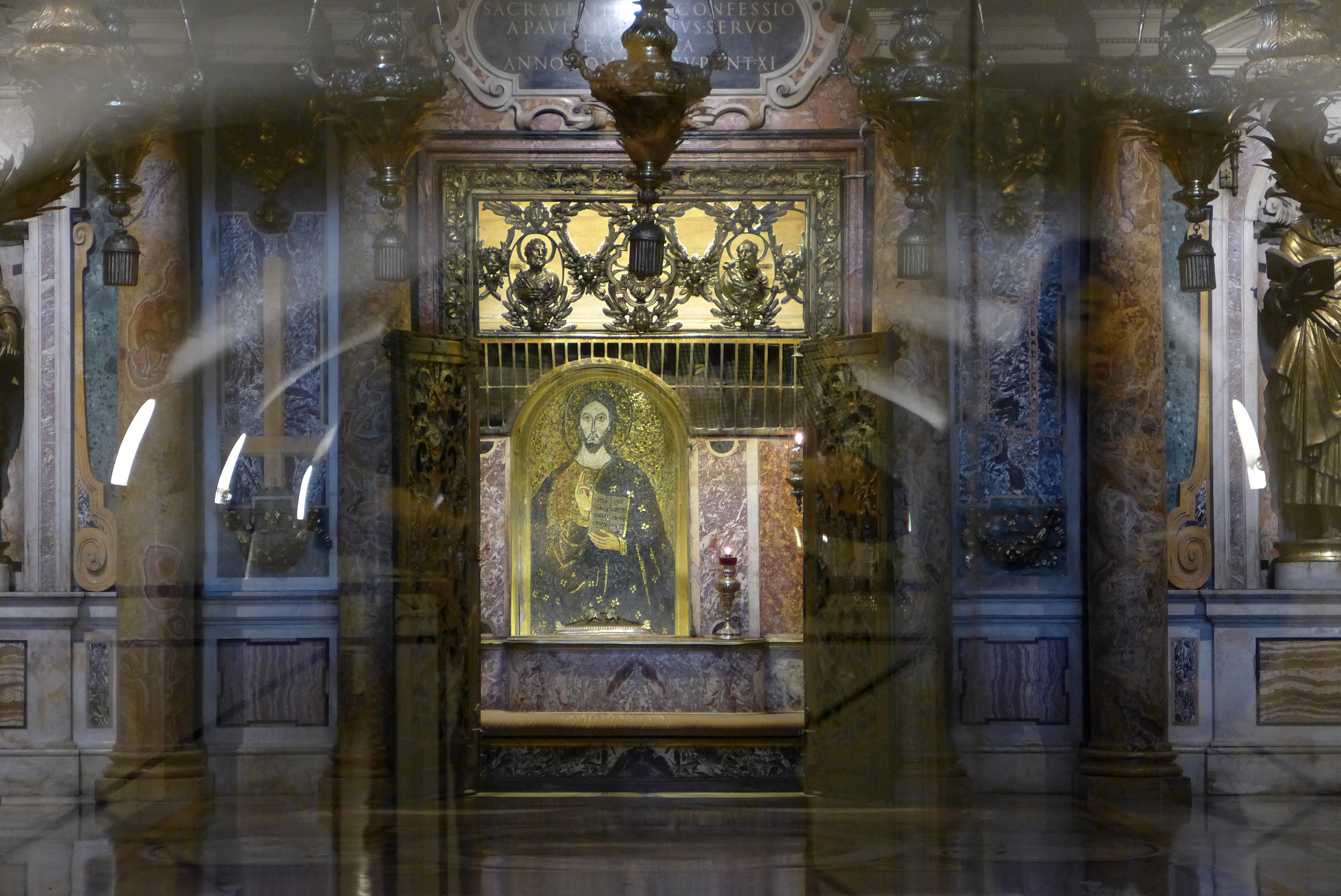
Могила апостола Петра
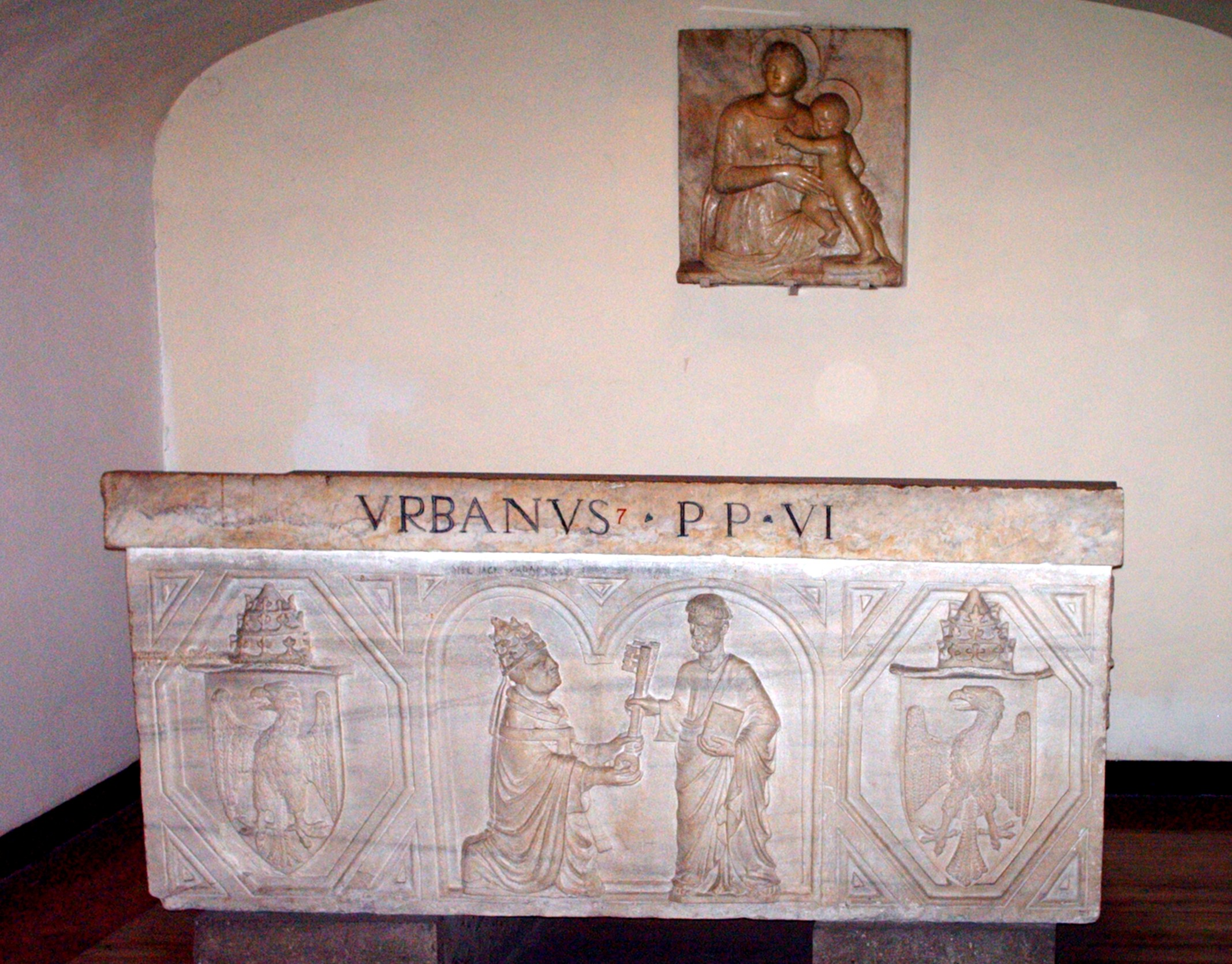
Могила папи Урбана VI
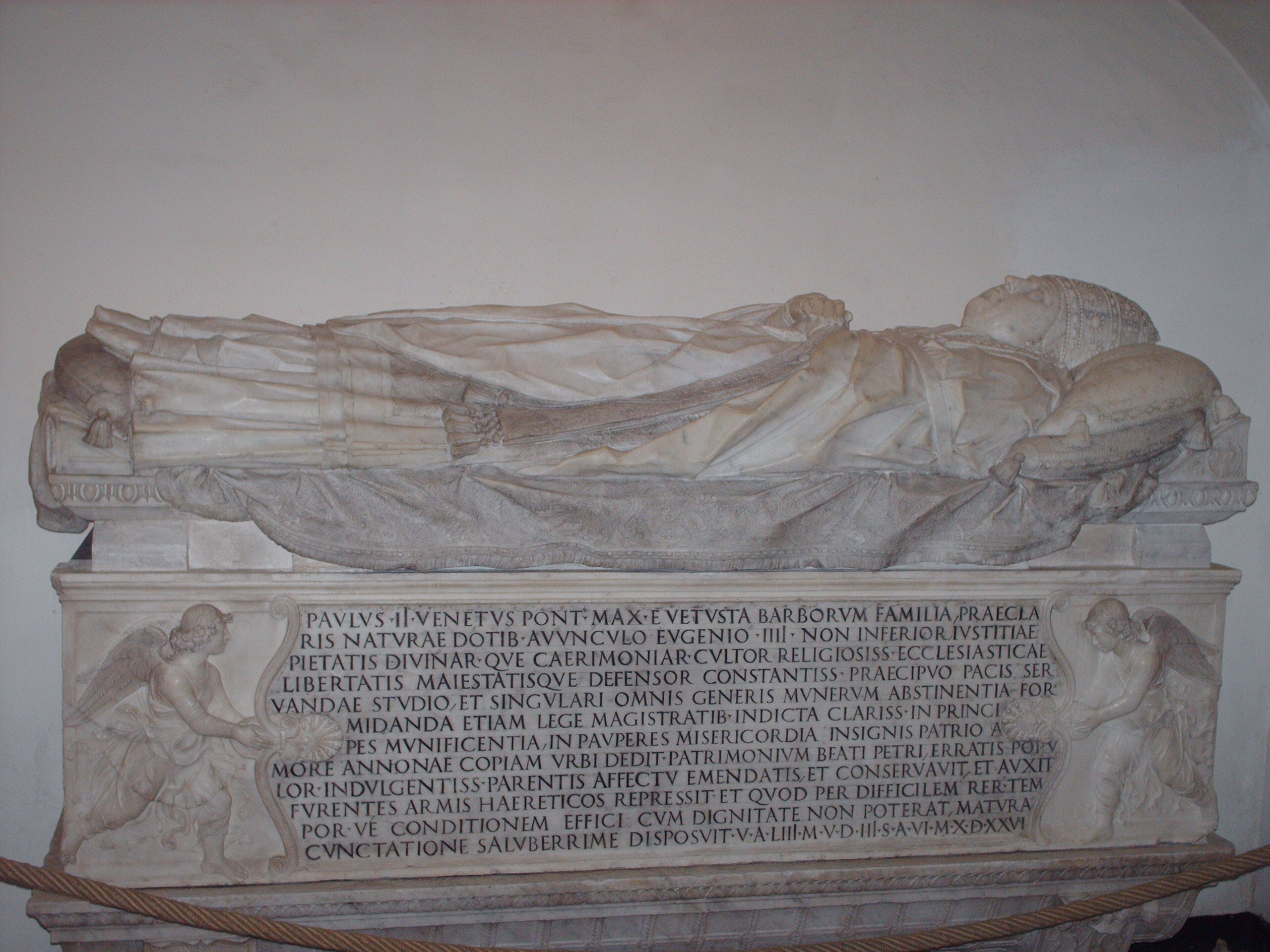
Могила папи Павла II
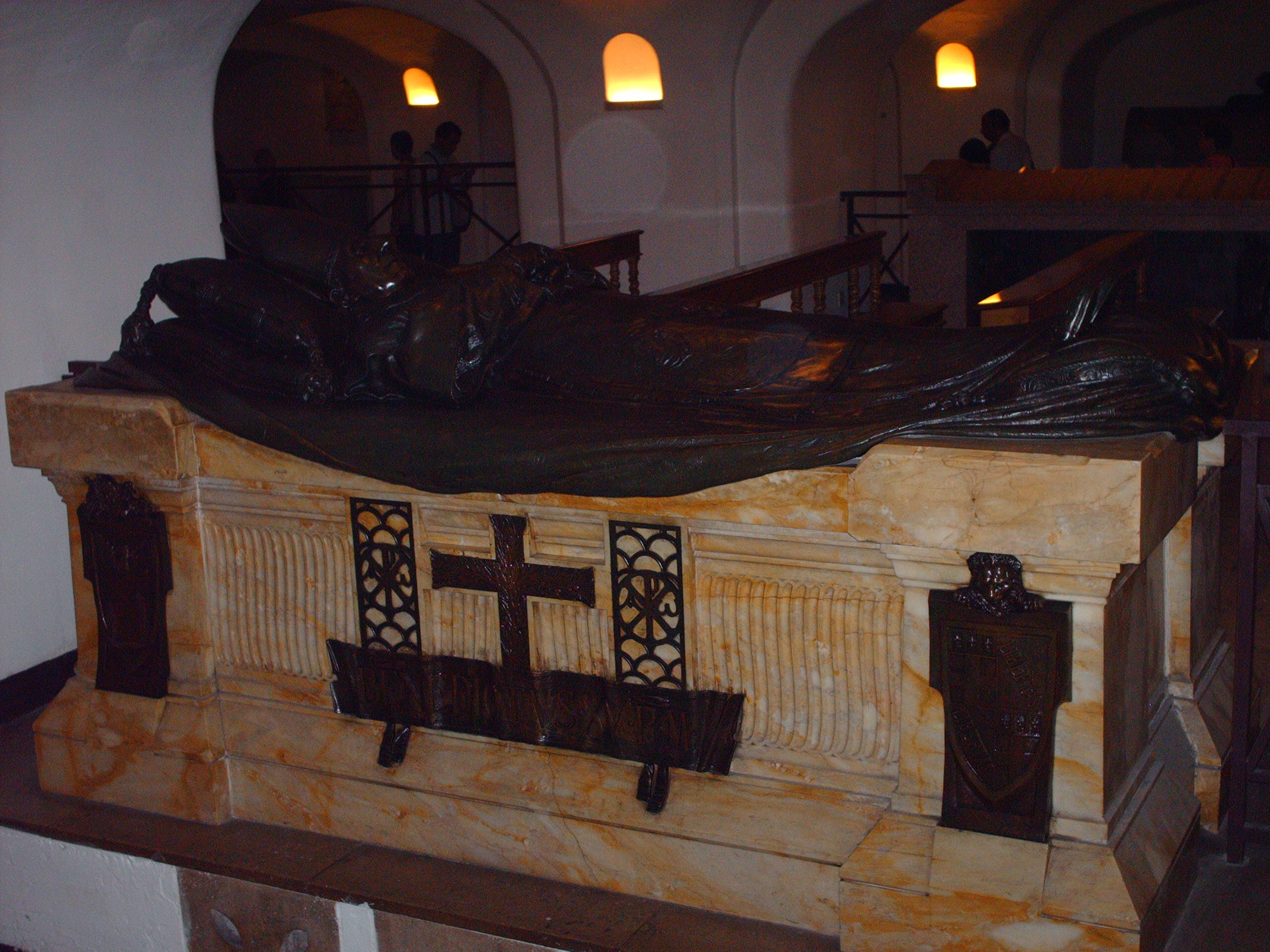
Могила папи Бенедикта XV
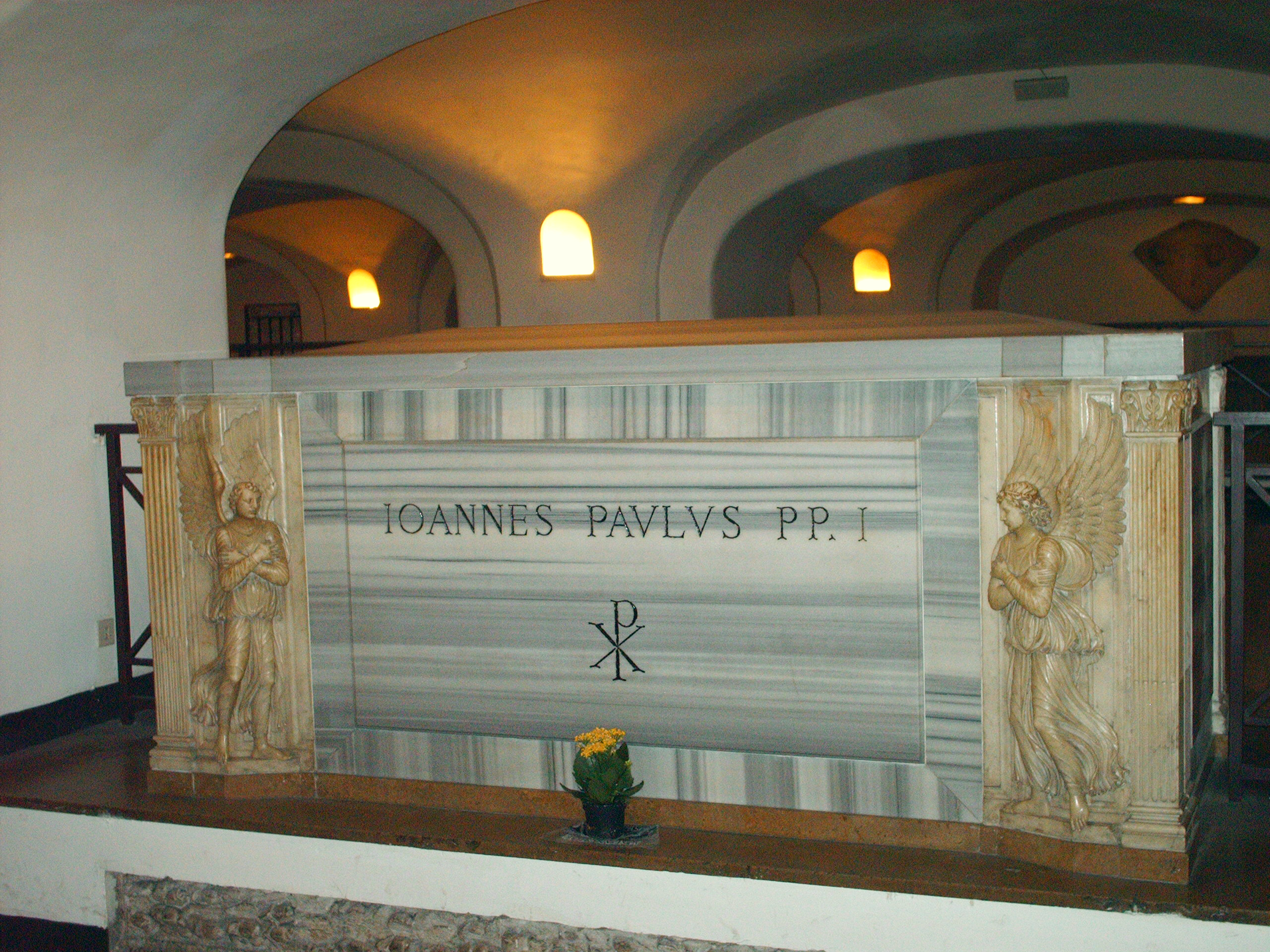
Могила папи Івана Павла I
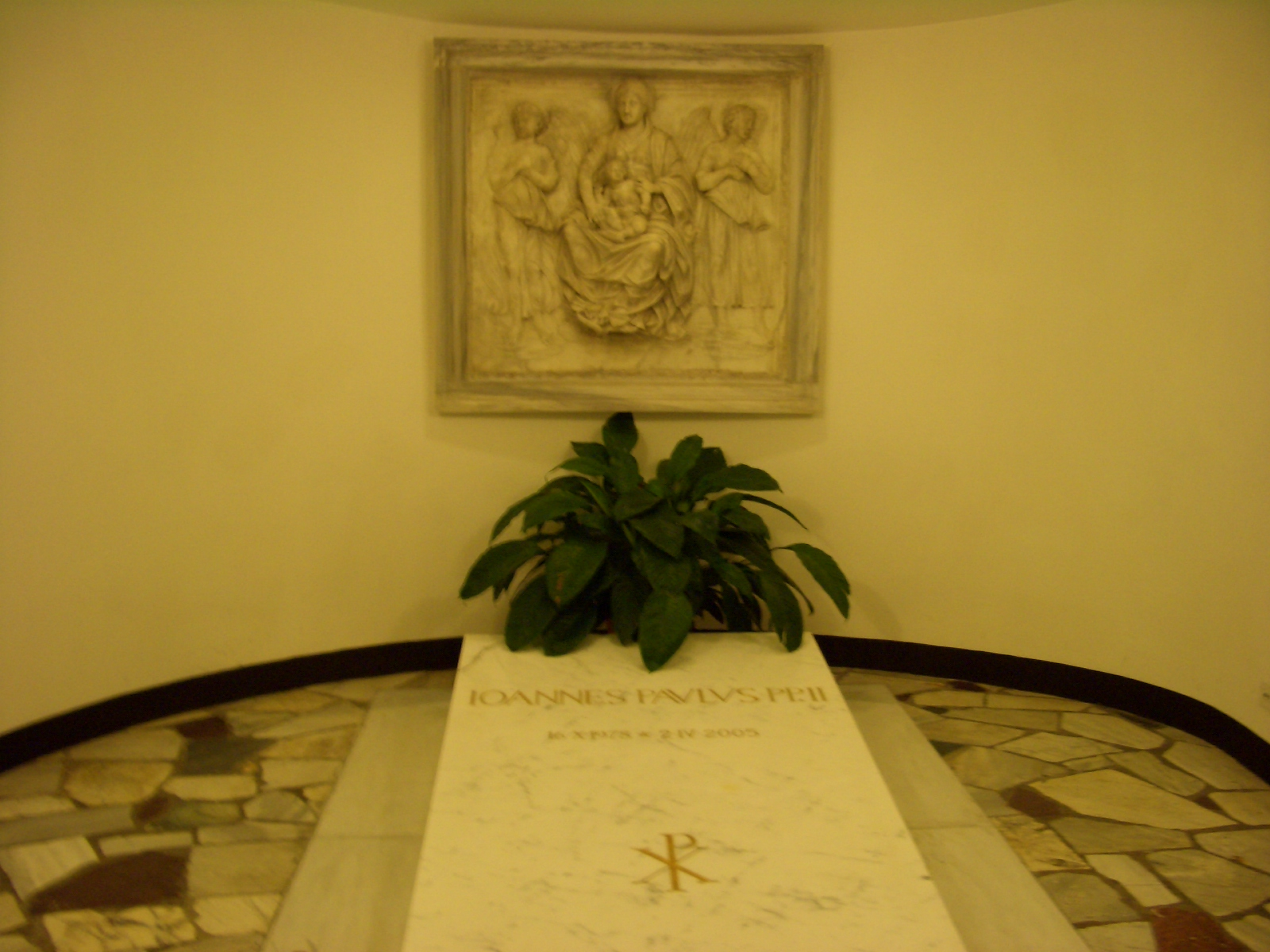
Перше поховання папи Івана Павла II

## Собор у мистецтві

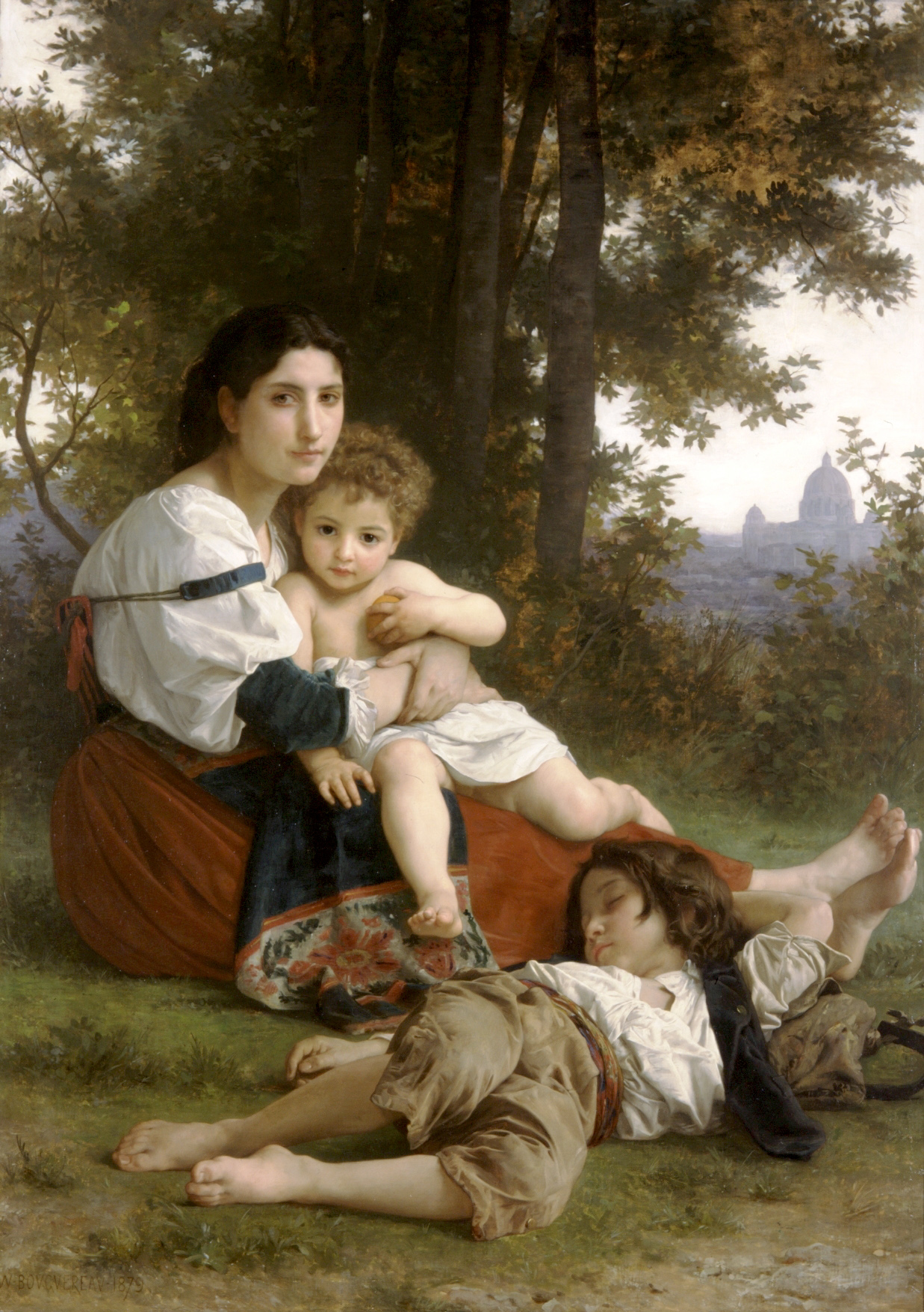
Адольф Вільям Бугро. Відпочинок
(на фоні — Собор Св. Петра)
(1879)

- У науково-популярному фільмі «Життя після людей» (2008), через 500 років, металеві елементи купола розсиплються від корозії, і баня обвалиться всередину собору
- У фільмі «2012» (2009) було показано, як обвалився собор Святого Петра під час того, як Папа Римський читав молитву про кінець світу. При цьому загинули десятки тисяч людей, серед них — італійський прем'єр-міністр та його сім'я

## Цікаві факти
- Вівтар собору Святого Петра звернений на захід, а не на схід, як традиційно для більшості християнських храмів.
- Витрати на будівництво виявилися такі великі, що для їх покриття папі Леву X довелося за велику суму передати право поширювати індульгенції Альбрехту Брандербурзькому. Зловживання індульгенціями у німецьких землях викликали протест Мартіна Лютера, Реформацію і подальший розкол Європи.
- При соборі працювала власна мозаїчна майстерня[26]
- Базиліка Нотр-дам-де-ла-пе була споруджена за зразком собору Святого Петра.
- 2007 року в архівах Ватикану було знайдено замальовку Мікеланджело, зроблену ним незадовго до смерті. Це було зображення деталі однієї із колон, які формують барабан бані собору[27].

## Величина собору в порівнянні
Собор Святого Петра належить до найбільших сакральних споруд світу. У порівнянні з іншими сакральними спорудами цього типу він не обов'язково займає перше місце, оскільки критерії оцінки можуть бути різними. У наступній таблиці приведені основні порівняльні характеристики подібних за величиною сакральних споруд:
| Будівля                                         | Розміри (довжина × ширина × висота) | Площа        | Інші значення                                | Час будівництва       | Може вмістити, осіб |
| ----------------------------------------------- | ----------------------------------- | ------------ | -------------------------------------------- | --------------------- | ------------------- |
| Собор Святого Петра Ватикан                     | 211,5 м × 138 м × 132,5 м           | 15 160 м²    |                                              | 120 років (1506–1626) | бл. 20 000          |
| Собор Івана Богослова, Нью-Йорк (США)           | 183,2 м × ? × ?                     | 11 240 м²    | об'єм: 476 350 м³                            | незавершено (1892 —)  |                     |
| Кельнський собор (Німеччина)                    | 144,58 м × 86,05 м × 157,38 м       | 7914 м²      |                                              | 620 років (1248–1868) | бл. 20 000          |
| Ульмський собор (Німеччина)                     | 139,5 м × 59,2 м × 161,5 м          | 8260 м²      | висота шпилю 161,53 м (найвищий собор світу) | 513 років (1377–1890) |                     |
| Базиліка де носса сеньйора Апаресіда (Бразилія) | 130 м × 168 м × 70 м                |              |                                              | незавершено (1992 —)  | бл. 45 000          |
| Ісаакіївський собор Санкт-Петербург (Росія)     | 111 м × 97 м × 101,5 м              | 10 767 м²    | діаметр купола: 26 м                         | 40 років (1818–1858)  | бл. 14 000          |
| Храм Святого Сави Белград (Сербія)              | 91 м × 91 м × ?                     | 3500 м²      | діаметр купола: 35 м                         | 68 років (1936–2004)  |                     |
| Велика мечеть у Кордові Кордова (Іспанія)       | 79 м × 134 м × ?                    | 23 000 м²    |                                              | 739 років (784–1523)  |                     |
| Агія Софія Константинополь/Стамбул (Туреччина)  | 77 м × 71 м × 56 м                  | 7560 м²      | діаметр купола: 33 м                         | 5 років (532–537)     |                     |
| Масджид аль-Набаві Медина (Саудівська Аравія)   |                                     | 300 500 м²   |                                              | 1359 років (622–1981) | бл. 65 000          |
| Нотр-Дам-де-ла-Пе Ямусукро (Кот-д'Івуар)        | 195 м × 150 м × 158 м               | 30 000 м²    |                                              | 3 роки (1985–1988)    | 12 000              |
| Ангкор-Ват (Камбоджа)                           | 215 м × 187 м × 65 м                |              |                                              | 37 років (1113–1150)  |                     |
| Храм Святого Сімейства Барселона (Іспанія)      | 90 м × 60 м × 112 м                 | 17 822,25 м² |                                              | незавершено (1882 —)  |                     |